# Németország a 2000. évi nyári olimpiai játékokon
Németország az ausztráliai Sydneyben megrendezett 2000. évi nyári olimpiai játékok egyik részt vevő nemzete volt. Az országot az olimpián 29 sportágban 422 sportoló képviselte, akik összesen 56 érmet szereztek.

## Érmesek
| Érem  | Versenyző | Sportág      | Versenyszám                  |
| ----- | --- | ------------ | ---------------------------- |
| Arany | Nils Schumann | Atlétika     | Férfi 800 m                  |
| Arany | Heike Drechsler | Atlétika     | Női távolugrás               |
| Arany | Jana Thieme Kathrin Boron | Evezés       | Női kétpárevezős             |
| Arany | Manja Kowalski Meike Evers Manuela Lutze Kerstin Kowalski-El-Qalqili | Evezés       | Női négypárevezős            |
| Arany | Thomas Schmidt | Kajak-kenu   | Férfi szlalom kajak egyes    |
| Arany | Andreas Dittmer | Kajak-kenu   | Férfi kenu egyes 1000 m      |
| Arany | Birgit Fischer Katrin Wagner-Augustin | Kajak-kenu   | Női kajak kettes 500 m       |
| Arany | Birgit Fischer Manuela Mucke Anett Schuck Katrin Wagner-Augustin | Kajak-kenu   | Női kajak négyes 500 m       |
| Arany | Jan Ullrich | Kerékpározás | Férfi egyéni mezőnyverseny   |
| Arany | Robert Bartko | Kerékpározás | Férfi egyéni üldözőverseny   |
| Arany | Guido Fulst Robert Bartko Daniel Becke Jens Lehmann Olaf Pollack | Kerékpározás | Férfi csapat üldözőverseny   |
| Arany | Isabell Werth Nadine Capellmann Alexandra Simons de Ridder Ulla Salzgeber | Lovaglás     | Csapat díjlovaglás           |
| Arany | Otto Becker Marcus Ehning Lars Nieberg Ludger Beerbaum | Lovaglás     | Csapat díjugratás            |
| Ezüst | Lars Riedel | Atlétika     | Férfi diszkoszvetés          |
| Ezüst | Valerie Viehoff Claudia Blasberg | Evezés       | Női könnyűsúlyú kétpárevezős |
| Ezüst | Björn Bach Jan Schäfer Stefan Ulm Mark Zabel | Kajak-kenu   | Férfi kajak négyes 1000 m    |
| Ezüst | Jan Ullrich | Kerékpározás | Férfi egyéni időfutam        |
| Ezüst | Stefan Nimke | Kerékpározás | Férfi egyéni időfutam        |
| Ezüst | Jens Lehmann | Kerékpározás | Férfi egyéni üldözőverseny   |
| Ezüst | Hanka Kupfernagel | Kerékpározás | Női egyéni mezőnyverseny     |
| Ezüst | Isabell Werth | Lovaglás     | Egyéni díjlovaglás           |
| Ezüst | Marc Huster | Súlyemelés   | Férfi 85 kg                  |
| Ezüst | Ronny Weller | Súlyemelés   | Férfi +105 kg                |
| Ezüst | Faissal Ebnoutalib | Taekwondo    | Férfi váltósúlyú             |
| Ezüst | Tommy Haas | Tenisz       | Férfi egyes                  |
| Ezüst | Stephan Vuckovic | Triatlon     | Férfi                        |
| Ezüst | Jochen Schümann Gunnar Bahr Ingo Borkowski | Vitorlázás   | Soling                       |
| Ezüst | Amelie Lux | Vitorlázás   | Női szörfvitorlázás          |
| Ezüst | Ralf Bißdorf | Vívás        | Férfi tőr, egyéni            |
| Ezüst | Rita König | Vívás        | Női tőr, egyéni              |
| Bronz | Astrid Kumbernuss | Atlétika     | Női súlylökés                |
| Bronz | Kirsten Münchow | Atlétika     | Női kalapácsvetés            |
| Bronz | Anna-Maria Gradante | Cselgáncs    | Női légsúly                  |
| Bronz | Marcel Hacker | Evezés       | Férfi egypárevezős           |
| Bronz | Marco Geisler Andreas Hajek Stephan Volkert André Willms | Evezés       | Férfi négypárevezős          |
| Bronz | Katrin Rutschow-Stomporowski | Evezés       | Női egypárevezős             |
| Bronz | Cornelia Pfohl Barbara Mensing Sandra Wagner-Sachse | Íjászat      | Női csapat                   |
| Bronz | Ronald Rauhe Tim Wieskötter | Kajak-kenu   | Férfi kajak kettes 500 m     |
| Bronz | Andreas Dittmer | Kajak-kenu   | Férfi kenu egyes 500 m       |
| Bronz | Lars Kober Stefan Uteß | Kajak-kenu   | Férfi kenu kettes 1000 m     |
| Bronz | Andreas Klöden | Kerékpározás | Férfi egyéni mezőnyverseny   |
| Bronz | Jens Fiedler | Kerékpározás | Férfi egyéni sprint          |
| Bronz | Jens Fiedler | Kerékpározás | Férfi keirin                 |
| Bronz | Nemzeti válogatott Nicole Brandebusemeyer Ariane Hingst Bettina Wiegmann Birgit Prinz Claudia Müller Doris Fitschen Inka Grings Jeanette Götte Kerstin Stegemann Maren Meinert Melanie Hoffmann Renate Lingor Sandra Minnert Silke Rottenberg Stefanie Gottschlich Steffi Jones Tina Wunderlich | Labdarúgás   | Női                          |
| Bronz | Ulla Salzgeber | Lovaglás     | Egyéni díjlovaglás           |
| Bronz | Jan Hempel Heiko Meyer | Műugrás      | Férfi szinkron toronyugrás   |
| Bronz | Dörte Lindner | Műugrás      | Női egyéni műugrás           |
| Bronz | Sebastian Köber | Ökölvívás    | Nehézsúly                    |
| Bronz | Stev Theloke | Úszás        | Férfi 100 m hát              |
| Bronz | Stev Theloke Jens Kruppa Thomas Rupprath Torsten Spanneberg | Úszás        | Férfi 4 × 100 m vegyes váltó |
| Bronz | Franziska van Almsick Antje Buschschulte Sara Harstick Kerstin Kielgaß Meike Freitag Britta Steffen | Úszás        | Női 4 × 200 m gyorsváltó     |
| Bronz | Jörg Ahmann Axel Hager | Röplabda     | Férfi strandröplabda         |
| Bronz | Roland Gäbler René Schwall | Vitorlázás   | Tornádó                      |
| Bronz | Wiradech Kothny | Vívás        | Férfi kard, egyéni           |
| Bronz | Dennis Bauer Alexander Weber Wiradech Kothny | Vívás        | Férfi kard, csapat           |
| Bronz | Sabine Bau Rita König Monika Weber-Koszto | Vívás        | Női tőr, csapat              |

## Asztalitenisz
Férfi
| Versenyző              | Versenyszám | Selejtező         | Csoportkör | Csoportkör | 32-es főtábla                                            | Nyolcaddöntő                                              | Negyeddöntő                             | Elődöntő          | Döntő             | Helyezés |
| Versenyző              | Versenyszám | Ellenfél Eredmény | Ellenfél Eredmény | Hely.      | Ellenfél Eredmény                                        | Ellenfél Eredmény                                         | Ellenfél Eredmény                       | Ellenfél Eredmény | Ellenfél Eredmény | Helyezés |
| ---------------------- | ----------- | ----------------- | --- | ---------- | -------------------------------------------------------- | --------------------------------------------------------- | --------------------------------------- | ----------------- | ----------------- | -------- |
| Jörg Roßkopf           | Egyes       |                   | B csoport · Ashraf Abdel Halim Helmy (EGY) · 21–8, 21–11, 21–15 · David Zhuang (USA) · 21–15, 21–8, 21–12                                        | 1.         | Peter Karlsson (SWE) · 20–22, 21–19, 21–17, 19–21, 21–12 | Taszaki Tosio (JPN) · 17–21, 21–15, 21–13, 19–21, 21–14   | Liu Guoliang (CHN) · 11–21, 14–21, 7–21 | kiesett           | kiesett           | 5.       |
| Timo Boll              | Egyes       |                   | M csoport · Song Liu (ARG) · 21–9, 17–21, 21–12, 21–19 · Hamad el-Hammádi (QAT) · 21–14, 21–12, 21–12                                            | 1.         | Kim Thekszu (KOR) · 21–11, 15–21, 21–18, 21–17           | Werner Schlager (AUT) · 22–24, 21–19, 21–17, 13–21, 16–21 | kiesett                                 | kiesett           | kiesett           | 9.       |
| Peter Franz            | Egyes       |                   | O csoport · Matthew Syed (GBR) · 21–8, 21–4, 23–21 · Jean-Patrick Sahajasein (MRI) · 21–9, 21–10, 21–12                                          | 1.         | Jörgen Persson (SWE) · 16–21, 15–21, 21–16, 18–21        | kiesett                                                   | kiesett                                 | kiesett           | kiesett           | 17.      |
| Jörg Roßkopf Timo Boll | Páros       | erőnyerő          | H csoport · Ausztrália (AUS) · Brett Clarke · Jeff Plumb · 21–10, 21–10 · Jugoszlávia (SCG) · Ilija Lupulesku · Slobodan Grujić · 18–21, 18–21 · | 1.         |                                                          | kiesett                                                   | kiesett                                 | kiesett           | kiesett           | 17.      |

Női
| Versenyző                       | Versenyszám | Selejtező         | Csoportkör | Csoportkör | 32-es főtábla                                               | Nyolcaddöntő                                                               | Negyeddöntő                                          | Elődöntő          | Döntő             | Helyezés |
| Versenyző                       | Versenyszám | Ellenfél Eredmény | Ellenfél Eredmény | Hely.      | Ellenfél Eredmény                                           | Ellenfél Eredmény                                                          | Ellenfél Eredmény                                    | Ellenfél Eredmény | Ellenfél Eredmény | Helyezés |
| ------------------------------- | ----------- | ----------------- | --- | ---------- | ----------------------------------------------------------- | -------------------------------------------------------------------------- | ---------------------------------------------------- | ----------------- | ----------------- | -------- |
| Qianhong Gotsch                 | Egyes       |                   | erőnyerő | erőnyerő   | Szakata Rinko (JPN) · 21–14, 21–16, 21–15                   | Szog Unmi (KOR) · 17–21, 21–17, 19–21, 21–17, 21–19                        | Csen Csing (TPE) · 21–17, 21–19, 13–21, 10–21, 17–21 | kiesett           | kiesett           | 5.       |
| Jie Schöpp                      | Egyes       |                   | erőnyerő | erőnyerő   | Chen-Tong Fei-Ming (TPE) · 21–16, 19–21, 21–15, 9–21, 10–21 | kiesett                                                                    | kiesett                                              | kiesett           | kiesett           | 17.      |
| Jing Tian-Zörner                | Egyes       |                   | erőnyerő | erőnyerő   | Åsa Svensson (SWE) · 18–21, 13–21, 21–18, 21–19, 18–21      | kiesett                                                                    | kiesett                                              | kiesett           | kiesett           | 17.      |
| Elke Schall-Wosik Nicole Struse | Páros       | erőnyerő          | D csoport · Egyesült Államok (USA) · Jasna Fazlić-Reed · Tawny Banh · 21–12, 21–15 · Új-Zéland (NZL) · Chunli Li · Karen Li · 21–16, 15–21, 21–13 | 1.         |                                                             | Kína (CHN) · Li Ju · Vang Nan · 10–21, 18–21, 17–21                        | kiesett                                              | kiesett           | kiesett           | 9.       |
| Jie Schöpp Qianhong Gotsch      | Páros       | erőnyerő          | C csoport · Egyesült Államok (USA) · Gao Jun · Michelle Do · 21–9, 22–24, 21–18 · Kanada (CAN) · Chris Xu · Xiao-Xiao Wang · 21–11, 21–16         | 1.         |                                                             | Magyarország (HUN) · Bátorfi Csilla · Tóth Krisztina · 16–21, 16–21, 19–21 | kiesett                                              | kiesett           | kiesett           | 9.       |

## Atlétika
Férfi
| Versenyző           | Versenyszám     | Előfutam | Előfutam | Előfutam | Negyeddöntő | Negyeddöntő | Negyeddöntő | Elődöntő | Elődöntő | Elődöntő | Döntő         | Döntő         |
| Versenyző           | Versenyszám     | Idő      | Hely.    | Össz.    | Idő         | Hely.       | Össz.       | Idő      | Hely.    | Össz.    | Idő           | Helyezés      |
| ------------------- | --------------- | -------- | -------- | -------- | ----------- | ----------- | ----------- | -------- | -------- | -------- | ------------- | ------------- |
| Marc Blume          | 100 m           | 10,42    | 4.       | 36.*     | kiesett     | kiesett     | kiesett     | kiesett  | kiesett  | kiesett  | kiesett       | kiesett       |
| Nils Schumann       | 800 m           | 1:47,76  | 1.       | 28.      |             |             |             | 1:44,22  | 1.       | 2.*      | 1:45,08       |               |
| Jirka Arndt         | 5000 m          | 13:26,18 | 9.       | 9.       |             |             |             |          |          |          | 13:38,57      | 8.            |
| Michael Fietz       | Maraton         |          |          |          |             |             |             |          |          |          | 2:20:09       | 37.           |
| Carsten Eich        | Maraton         |          |          |          |             |             |             |          |          |          | 2:24:11       | 54.           |
| Florian Schwarthoff | 110 m gát       | 13,55    | 1.       | 8.       | 13,54       | 1.          | 7.*         | 13,39    | 4.       | 7.*      | 13,42         | 6.            |
| Falk Balzer         | 110 m gát       | 13,67    | 4.       | 19.*     | 13,59       | 2.          | 11.         | 13,59    | 6.       | 13.*     | kiesett       | kiesett       |
| Ralf Leberer        | 110 m gát       | 56,74    | 6.       | 40.      | 13,73       | 5.          | 18.**       | kiesett  | kiesett  | kiesett  | kiesett       | kiesett       |
| Thomas Goller       | 400 m gát       | 49,32    | 2.       | 5.       |             |             |             | 49,28    | 6.       | 16.      | kiesett       | kiesett       |
| Damian Kallabis     | 3000 m akadály  | 8:24,48  | 5.       | 12.      |             |             |             |          |          |          | 9:09,78       | 15.           |
| Andreas Erm         | 20 km gyaloglás |          |          |          |             |             |             |          |          |          | 1:20:25       | 5.            |
| Mike Trautmann      | 50 km gyaloglás |          |          |          |             |             |             |          |          |          | 3:56:19       | 19.           |
| Denis Trautmann     | 50 km gyaloglás |          |          |          |             |             |             |          |          |          | 3:58:14       | 21.           |
| Robert Ihly         | 50 km gyaloglás |          |          |          |             |             |             |          |          |          | nem ért célba | nem ért célba |

| Versenyző          | Versenyszám   | Selejtező | Selejtező | Döntő                 | Döntő                 |
| Versenyző          | Versenyszám   | Eredmény  | Helyezés  | Eredmény              | Helyezés              |
| ------------------ | ------------- | --------- | --------- | --------------------- | --------------------- |
| Wolfgang Kreißig   | Magasugrás    | 227 cm    | 1.***     | 229 cm                | 8.                    |
| Christian Rhoden   | Magasugrás    | 224 cm    | 16.**     | kiesett               | kiesett               |
| Michael Stolle     | Rúdugrás      | 570 cm    | 5.        | 590 cm                | 4.                    |
| Danny Ecker        | Rúdugrás      | 570 cm    | 2.        | 580 cm                | 8.                    |
| Tim Lobinger       | Rúdugrás      | 565 cm    | 7.****    | 550 cm                | 13.                   |
| Kofi Amoah Prah    | Távolugrás    | 801 cm    | 9.**      | 819 cm                | 5.                    |
| Charles Friedek    | Hármasugrás   | 16,93 m   | 9.*       | érvényes ugrás nélkül | érvényes ugrás nélkül |
| Oliver-Sven Buder  | Súlylökés     | 19,96 m   | 8.        | 20,18 m               | 8.                    |
| Michael Mertens    | Súlylökés     | 18,72 m   | 26.       | kiesett               | kiesett               |
| Lars Riedel        | Diszkoszvetés | 68,15 m   | 1.        | 68,50                 |                       |
| Jürgen Schult      | Diszkoszvetés | 63,76 m   | 8.        | 64,41 m               | 8.                    |
| Michael Möllenbeck | Diszkoszvetés | 62,72 m   | 12.       | 63,14 m               | 10.                   |
| Heinz Weis         | Kalapácsvetés | 73,51 m   | 26.       | kiesett               | kiesett               |
| Karsten Kobs       | Kalapácsvetés | 72,29 m   | 31.       | kiesett               | kiesett               |
| Markus Esser       | Kalapácsvetés | 69,51 m   | 35.       | kiesett               | kiesett               |
| Raymond Hecht      | Gerelyhajítás | 84,00 m   | 6.        | 87,76 m               | 4.                    |
| Boris Henry        | Gerelyhajítás | 84,58 m   | 5.        | 85,78 m               | 7.                    |

| Versenyző      | Versenyszám | 100 m | 100 m | Távolugrás | Távolugrás | Súlylökés | Súlylökés | Magasugrás | Magasugrás | 400 m | 400 m | 110 m gát     | 110 m gát | Diszkoszvetés | Diszkoszvetés | Rúdugrás | Rúdugrás | Gerelyhajítás | Gerelyhajítás | 1500 m  | 1500 m | Végeredmény | Végeredmény |
| Versenyző      | Versenyszám | Idő   | Pont  | Eredmény   | Pont       | Eredmény  | Pont      | Eredmény   | Pont       | Idő   | Pont  | Idő           | Pont      | Eredmény      | Pont          | Eredmény | Pont     | Eredmény      | Pont          | Idő     | Pont   | Pont        | Helyezés    |
| -------------- | ----------- | ----- | ----- | ---------- | ---------- | --------- | --------- | ---------- | ---------- | ----- | ----- | ------------- | --------- | ------------- | ------------- | -------- | -------- | ------------- | ------------- | ------- | ------ | ----------- | ----------- |
| Frank Busemann | Tízpróba    | 10,91 | 881   | 764 cm     | 970        | 14,52 m   | 760       | 209 cm     | 887        | 48,97 | 863   | 14,16         | 954       | 33,71 m       | 538           | 500 cm   | 910      | 64,91 m       | 812           | 4:25,32 | 776    | 8351        | 7.          |
| Stefan Schmid  | Tízpróba    | 10,94 | 874   | 717 cm     | 854        | 14,04 m   | 731       | 200 cm     | 803        | 48,61 | 880   | 14,38         | 926       | 40,81 m       | 681           | 500 cm   | 910      | 67,03 m       | 844           | 4:36,49 | 703    | 8206        | 9.          |
| Mike Maczey    | Tízpróba    | 11,17 | 823   | 710 cm     | 838        | 13,84 m   | 719       | 203 cm     | 831        | 49,91 | 819   | nem ért célba | 0         | 43,64 m       | 739           | 510 cm   | 941      | 61,49 m       | 760           | 4:27,99 | 758    | 7228        | 25.         |

Női
| Versenyző                                                        | Versenyszám     | Előfutam | Előfutam | Előfutam | Negyeddöntő | Negyeddöntő | Negyeddöntő | Elődöntő | Elődöntő | Elődöntő | Döntő         | Döntő         |
| Versenyző                                                        | Versenyszám     | Idő      | Hely.    | Össz.    | Idő         | Hely.       | Össz.       | Idő      | Hely.    | Össz.    | Idő           | Helyezés      |
| ---------------------------------------------------------------- | --------------- | -------- | -------- | -------- | ----------- | ----------- | ----------- | -------- | -------- | -------- | ------------- | ------------- |
| Sabrina Mulrain                                                  | 200 m           | 23,31    | 3.       | 24.*     | 23,24       | 7.          | 23.         | kiesett  | kiesett  | kiesett  | kiesett       | kiesett       |
| Claudia Gesell                                                   | 800 m           | 1:58,56  | 2.       | 2.       |             |             |             | 1:59,69  | 6.       | 11.      | kiesett       | kiesett       |
| Irina Mikitenko                                                  | 5000 m          | 15:14,76 | 4.       | 15.      |             |             |             |          |          |          | 14:43,59      | 5.            |
| Petra Wassiluk                                                   | 10 000 m        | 33:23,03 | 13.      | 25.      |             |             |             |          |          |          | kiesett       | kiesett       |
| Sonja Krolik-Oberem                                              | Maraton         |          |          |          |             |             |             |          |          |          | 2:33:45       | 24.           |
| Ulrike Urbansky                                                  | 400 m gát       | 55,93    | 2.       | 8.       |             |             |             | 55,23    | 4.       | 10.      | kiesett       | kiesett       |
| Heike Meißner                                                    | 400 m gát       | 55,58    | 2.       | 4.       |             |             |             | 55,73    | 5.       | 12.*     | kiesett       | kiesett       |
| Gabi Rockmeier Sabrina Mulrain Andrea Philipp Marion Wagner      | 4 × 100 m váltó | 42,82    | 2.       | 3.       |             |             |             | 42,85    | 3.       | 7.       | 43,11         | 6.            |
| Shanta Ghosh Ulrike Urbansky Birgit Rockmeier Florence Ekpo-Umoh | 4 × 400 m váltó | 3:27,02  | 4.       | 10.      |             |             |             |          |          |          | kiesett       | kiesett       |
| Beate Anders-Gummelt                                             | 20 km gyaloglás |          |          |          |             |             |             |          |          |          | 1:34:59       | 19.           |
| Kathrin Born-Boyde                                               | 20 km gyaloglás |          |          |          |             |             |             |          |          |          | nem ért célba | nem ért célba |

| Versenyző               | Versenyszám   | Selejtező | Selejtező | Döntő    | Döntő    |
| Versenyző               | Versenyszám   | Eredmény  | Helyezés  | Eredmény | Helyezés |
| ----------------------- | ------------- | --------- | --------- | -------- | -------- |
| Amewu Mensah            | Magasugrás    | 194 cm    | 1.******* | 193 cm   | 8.       |
| Nicole Humbert          | Rúdugrás      | 430 cm    | 1.*****   | 445 cm   | 5.       |
| Yvonne Buschbaum        | Rúdugrás      | 430 cm    | 7.***     | 440 cm   | 6.       |
| Heike Drechsler         | Távolugrás    | 684 cm    | 1.        | 699 cm   |          |
| Susen Tiedtke           | Távolugrás    | 665 cm    | 9.        | 674 cm   | 5.       |
| Sofia Schulte           | Távolugrás    | 623 cm    | 29.       | kiesett  | kiesett  |
| Astrid Kumbernuss       | Súlylökés     | 18,90 m   | 5.        | 19,62    |          |
| Nadine Kleinert-Schmitt | Súlylökés     | 18,39 m   | 9.        | 18,49 m  | 8.       |
| Franka Dietzsch         | Diszkoszvetés | 60,74 m   | 12.       | 63,18 m  | 6.       |
| Ilke Wyludda            | Diszkoszvetés | 62,97 m   | 4.        | 63,16 m  | 7.       |
| Kirsten Münchow         | Kalapácsvetés | 67,64 m   | 2.        | 69,28    |          |
| Steffi Nerius           | Gerelyhajítás | 65,76 m   | 2.        | 64,84 m  | 4.       |

| Versenyző     | Versenyszám | 100 m gát | 100 m gát | Magasugrás | Magasugrás | Súlylökés        | Súlylökés        | 200 m         | 200 m         | Távolugrás    | Távolugrás    | Gerelyhajítás | Gerelyhajítás | 800 m         | 800 m         | Végeredmény   | Végeredmény   |
| Versenyző     | Versenyszám | Idő       | Pont      | Eredmény   | Pont       | Eredmény         | Pont             | Idő           | Pont          | Eredmény      | Pont          | Eredmény      | Pont          | Idő           | Pont          | Pont          | Helyezés      |
| ------------- | ----------- | --------- | --------- | ---------- | ---------- | ---------------- | ---------------- | ------------- | ------------- | ------------- | ------------- | ------------- | ------------- | ------------- | ------------- | ------------- | ------------- |
| Sabine Braun  | Hétpróba    | 13,49     | 1052      | 181 cm     | 991        | 14,33 m          | 816              | 24,74         | 911           | 622 cm        | 918           | 48,56 m       | 832           | 2:19,14       | 835           | 6355          | 5.            |
| Karin Ertl    | Hétpróba    | 13,43     | 1060      | 178 cm     | 953        | 13,55 m          | 764              | 24,64         | 920           | 622 cm        | 918           | 42,70 m       | 719           | 2:16,25       | 875           | 6209          | 7.            |
| Astrid Retzke | Hétpróba    | 13,92     | 990       | 157 cm     | 701        | nem állt rajthoz | nem állt rajthoz | nem ért célba | nem ért célba | nem ért célba | nem ért célba | nem ért célba | nem ért célba | nem ért célba | nem ért célba | nem ért célba | nem ért célba |

* - egy másik versenyzővel azonos eredményt ért el

** - két másik versenyzővel azonos eredményt ért el

*** - három másik versenyzővel azonos eredményt ért el

**** - négy másik versenyzővel azonos eredményt ért el

***** - öt másik versenyzővel azonos eredményt ért el

******* - hét másik versenyzővel azonos eredményt ért el

## Birkózás
Kötöttfogású
| Versenyző            | Versenyszám | Csoportkör                                                                                                   | Csoportkör | Negyeddöntő             | Elődöntő                    | Bronz- mérkőzés                      | Döntő             | Helyezés |
| Versenyző            | Versenyszám | Ellenfél Eredmény                                                                                            | Hely.      | Ellenfél Eredmény       | Ellenfél Eredmény           | Ellenfél Eredmény                    | Ellenfél Eredmény | Helyezés |
| -------------------- | ----------- | --- | ---------- | ----------------------- | --------------------------- | ------------------------------------ | ----------------- | -------- |
| Alfred Ter-Mkrtchyan | 54 kg       | 1. csoport · Aleksandr Tsertsvadze (GEO) · 5-0 · Tero Katajisto (FIN) · 3-0                                  | 1.         | Szim Gvonho (KOR) · 4-6 |                             | Az 5. helyért · Wang Hui (CHN) · 6-0 |                   | 5.       |
| Rifat Yildiz         | 58 kg       | 6. csoport · Valerij Nyikonorov (RUS) · 4-1 · Constantin Borăscu (ROU) · 6-4 · Mohamed Barguaoui (TUN) · 4-0 | 1.         | erőnyerő                | Armen Nazarjan (BUL) · 0-10 | Sheng Zetian (CHN) · 0-2             |                   | 4.       |
| Adam Juretzko        | 69 kg       | 1. csoport · Szon Szangphil (KOR) · 0-12 · Mattias Schoberg (SWE) · 2-0                                      | 2.         | kiesett                 | kiesett                     | kiesett                              | kiesett           | 13.      |
| Thomas Zander        | 85 kg       | 1. csoport · Hamza Yerlikaya (TUR) · 1-5 · Marko Asell (FIN) · 3-1                                           | 2.         | kiesett                 | kiesett                     | kiesett                              | kiesett           | 12.      |

Szabadfogású
| Versenyző         | Versenyszám | Csoportkör                                                                                               | Csoportkör | Negyeddöntő       | Elődöntő              | Bronz- mérkőzés   | Döntő                    | Helyezés  |
| Versenyző         | Versenyszám | Ellenfél Eredmény                                                                                        | Hely.      | Ellenfél Eredmény | Ellenfél Eredmény     | Ellenfél Eredmény | Ellenfél Eredmény        | Helyezés  |
| ----------------- | ----------- | --- | ---------- | ----------------- | --------------------- | ----------------- | ------------------------ | --------- |
| Vasilij Zeiher    | 54 kg       | 3. csoport · Maulen Mamirov (KAZ) · 1-8 · Adkhamdzhon Akhilov (UZB) · 2-9                                | 3.         | kiesett           | kiesett               | kiesett           | kiesett                  | 15.       |
| Othmar Kuhner     | 58 kg       | 6. csoport · Jevhen Buszlovics (UKR) · 1-4 · Martin Berberjan (ARM) · 2-14 · Arif Abdullayev (AZE) · 5-8 | 4.         | kiesett           | kiesett               | kiesett           | kiesett                  | 14.       |
| Jürgen Scheibe    | 63 kg       | 1. csoport · Szerafim Barzakov (BUL) · 0-3 · Ruslan Bodişteanu (MDA) · 0-10                              | 3.         | kiesett           | kiesett               | kiesett           | kiesett                  | 19.       |
| Alexander Leipold | 76 kg       | 6. csoport · Naszir Gadzsihanov (MKD) · 5-2 · Yosmany Romero (CUB) · 4-1 · Radion Kertanti (SVK) · 5-0   | 1.*        | erőnyerő          | Mun Idzse (KOR) · 4-1 |                   | Brandon Slay (USA) · 4-0 | kizárták* |
| Arawat Sabejew    | 97 kg       | 1. csoport · Eldar Kurtanidze (GEO) · 1-3 · Ričardas Pauliukonis (LTU) · 5-1                             | 2.         | kiesett           | kiesett               | kiesett           | kiesett                  | 9.        |
| Sven Thiele       | 130 kg      | 5. csoport · David Muszulbesz (RUS) · 0-5 · Peter Pecha (SVK) · 10-0                                     | 2.         | kiesett           | kiesett               | kiesett           | kiesett                  | 7.        |

* - Alexander Leipold eredetileg aranyérmes lett, azonban utólag kizárták.

## Cselgáncs
Férfi
| Versenyző         | Versenyszám  | Selejtező                             | 32-es főtábla                     | Nyolcaddöntő                      | Negyeddöntő       | Elődöntő          | Vigaszág első kör                      | Vigaszág negyeddöntő              | Vigaszág elődöntő | Bronz- mérkőzés   | Döntő             | Helyezés    |
| Versenyző         | Versenyszám  | Ellenfél Eredmény                     | Ellenfél Eredmény                 | Ellenfél Eredmény                 | Ellenfél Eredmény | Ellenfél Eredmény | Ellenfél Eredmény                      | Ellenfél Eredmény                 | Ellenfél Eredmény | Ellenfél Eredmény | Ellenfél Eredmény | Helyezés    |
| ----------------- | ------------ | ------------------------------------- | --------------------------------- | --------------------------------- | ----------------- | ----------------- | -------------------------------------- | --------------------------------- | ----------------- | ----------------- | ----------------- | ----------- |
| Oliver Gussenberg | Légsúly      | erőnyerő                              | Bazarbek Donbaj (KAZ) · 0010-1100 | kiesett                           | kiesett           | kiesett           |                                        |                                   |                   |                   |                   | helyezetlen |
| Martin Schmidt    | Könnyűsúly   | erőnyerő                              | Hassen Moussa (TUN) · 0001-0010   | kiesett                           | kiesett           | kiesett           |                                        |                                   |                   |                   |                   | helyezetlen |
| Florian Wanner    | Váltósúly    | erőnyerő                              | Patrick Reiter (AUT) · 0010-0001  | Cso Incshol (KOR) · 0000-1001     |                   |                   | José Figueroa (PUR) · 1001-0000        | Aleksei Budõlin (EST) · 0001-1001 | kiesett           | kiesett           |                   | 9.          |
| Marko Spittka     | Középsúly    | Brian Olson (USA) · 0001-0010         | kiesett                           | kiesett                           | kiesett           | kiesett           |                                        |                                   |                   |                   |                   | helyezetlen |
| Daniel Gürschner  | Félnehézsúly | Mário Sabino Júnior (BRA) · 0010-1020 | kiesett                           | kiesett                           | kiesett           | kiesett           |                                        |                                   |                   |                   |                   | helyezetlen |
| Frank Möller      | Nehézsúly    | erőnyerő                              | Szejed Fasandi (IRI) · 0001-0001  | Tamerlan Tmenov (RUS) · 0000-1000 |                   |                   | Dennis van der Geest (NED) · 0001-1001 | kiesett                           | kiesett           | kiesett           |                   | 13.         |

Női
| Versenyző           | Versenyszám  | Selejtező                           | Nyolcaddöntő                      | Negyeddöntő                       | Elődöntő                               | Vigaszág első kör               | Vigaszág negyeddöntő            | Vigaszág elődöntő | Bronz- mérkőzés                     | Döntő             | Helyezés    |
| Versenyző           | Versenyszám  | Ellenfél Eredmény                   | Ellenfél Eredmény                 | Ellenfél Eredmény                 | Ellenfél Eredmény                      | Ellenfél Eredmény               | Ellenfél Eredmény               | Ellenfél Eredmény | Ellenfél Eredmény                   | Ellenfél Eredmény | Helyezés    |
| ------------------- | ------------ | ----------------------------------- | --------------------------------- | --------------------------------- | -------------------------------------- | ------------------------------- | ------------------------------- | ----------------- | ----------------------------------- | ----------------- | ----------- |
| Anna-Maria Gradante | Légsúly      | erőnyerő                            | Mariana Martins (BRA) · 0011-0010 | Ann Simons (BEL) · 0001-0001      | Ljubov Bruletova (RUS) · 0000-1110     |                                 |                                 |                   | Zhao Shunxin (CHN) · 1000-0000      |                   |             |
| Anja von Rekowski   | Váltósúly    | erőnyerő                            | Szaída ez-Záhri (TUN) · 0020-0001 | Karen Roberts (GBR) · 0000-0000   | Séverine Vandenhende (FRA) · 0000-0201 |                                 |                                 |                   | Gella Vandecaveye (BEL) · 0000-1020 |                   | 5.          |
| Yvonne Wansart      | Középsúly    | Karine Rambault (FRA) · 1010-0000   | Sibelis Veranes (CUB) · 0000-1000 |                                   |                                        | Sandra Bacher (USA) · 0110-0000 | Ylenia Scapin (ITA) · 0001-0020 | kiesett           | kiesett                             |                   | 7.          |
| Uta Kühnen          | Félnehézsúly | Mélanie Engoang (GAB) · 0000-0000   | I Szojon (KOR) · 0020-0020        | kiesett                           | kiesett                                |                                 |                                 |                   |                                     |                   | helyezetlen |
| Sandra Köppen       | Nehézsúly    | Marina Prokofjeva (UKR) · 0200-0000 | Heba Hefny (EGY) · 1001-0000      | Christine Cicot (FRA) · 1001-0001 | Yuan Hua (CHN) · 0000-1000             |                                 |                                 |                   | Kim Szonjong (KOR) · 0010-0010      |                   | 5.          |

## Evezés
Férfi
| Versenyző                                                             | Versenyszám                          | Előfutam | Előfutam | Vigaszág | Vigaszág | Elődöntő | Elődöntő | Elődöntő | Döntő | Döntő   | Döntő | Helyezés |
| Versenyző                                                             | Versenyszám                          | Idő      | Hely.    | Idő      | Hely.    | Típus    | Idő      | Hely.    | Típus | Idő     | Hely. | Helyezés |
| --------------------------------------------------------------------- | ------------------------------------ | -------- | -------- | -------- | -------- | -------- | -------- | -------- | ----- | ------- | ----- | -------- |
| Marcel Hacker                                                         | Egypárevezős                         | 6:58,31  | 1.       |          |          | A/B      | 7:03,47  | 2.       | A     | 6:50,83 | 3.    |          |
| Sebastian Mayer Stefan Roehnert                                       | Kétpárevezős                         | 6:34,66  | 2.       | 6:27,58  | 1.       | A/B      | 6:20,40  | 2.       | A     | 6:23,58 | 4.    | 4.       |
| Robert Sens Detlef Kirchhoff                                          | Kormányos nélküli kettes             | 7:10,62  | 4.       | 6:45,73  | 1.       | A/B      | 6:38,41  | 4.       | B     | 6:37,94 | 3.    | 9.       |
| Marco Geisler Andreas Hajek Stephan Volkert André Willms              | Négypárevezős                        | 5:51,60  | 1.       |          |          | A/B      | 5:48,92  | 1.       | A     | 5:48,64 | 3.    |          |
| Dirk Meusel Jörg Dießner Jan Herzog Ike Landvoigt                     | Kormányos nélküli négyes             | 6:13,62  | 3.       |          |          | A/B      | 6:15,12  | 5.       | B     | 6:08,11 | 5.    | 11.      |
| Ingo Euler Bernhard Rühling                                           | Könnyűsúlyú kétpárevezős             | 6:40,53  | 2.       | 6:36,26  | 1.       | A/B      | 6:24,55  | 3.       | A     | 6:26,54 | 4.    | 4.       |
| Roland Händle Björn Später Thorsten Schmidt Marcus Mielke Martin Weis | Könnyűsúlyú kormányos nélküli négyes | 6:16,37  | 3.       |          |          | A/B      | 6:15,75  | 6.       | B     | 6:15,31 | 6.    | 12.      |

Női
| Versenyző                                                            | Versenyszám              | Előfutam | Előfutam | Vigaszág | Vigaszág | Elődöntő | Elődöntő | Elődöntő | Döntő | Döntő   | Döntő | Helyezés |
| Versenyző                                                            | Versenyszám              | Idő      | Hely.    | Idő      | Hely.    | Típus    | Idő      | Hely.    | Típus | Idő     | Hely. | Helyezés |
| -------------------------------------------------------------------- | ------------------------ | -------- | -------- | -------- | -------- | -------- | -------- | -------- | ----- | ------- | ----- | -------- |
| Katrin Rutschow-Stomporowski                                         | Egypárevezős             | 7:32,80  | 1.       |          |          | A/B      | 7:37,77  | 1.       | A     | 7:28,99 | 3.    |          |
| Jana Thieme Kathrin Boron                                            | Kétpárevezős             | 7:04,74  | 1.       |          |          |          |          |          | A     | 6:55,44 | 1.    |          |
| Lenka Wech Claudia Barth                                             | Kormányos nélküli kettes | 7:20,23  | 3.       | 7:20,12  | 2.       |          |          |          | A     | 7:20,08 | 6.    | 6.       |
| Manja Kowalski Meike Evers Manuela Lutze Kerstin Kowalski-El-Qalqili | Négypárevezős            | 6:25,98  | 1.       |          |          |          |          |          | A     | 6:19,58 | 1.    |          |
| Valerie Viehoff Claudia Blasberg                                     | Könnyűsúlyú kétpárevezős | 7:11,27  | 1.       |          |          | A/B      | 7:02,46  | 2.       | A     | 7:02,95 | 2.    |          |

## Gyeplabda

### Férfi
| Német férfi gyeplabdacsapat-játékoskeret                                                                                               | Német férfi gyeplabdacsapat-játékoskeret |
| --- | --- |
| - Christopher Reitz - Clemens Arnold - Philipp Crone - Christian Wein - Björn Michel - Sascha Reinelt - Oliver Domke - Christoph Eimer | - Björn Emmerling - Christoph Bechmann - Michael Green - Tibor Weißenborn - Florian Kunz - Christian Mayerhöfer - Matthias Witthaus - Ulrich Moissl |

#### Eredmények
Csoportkör
A csoport
| Csapat               | M | Gy | D | V | G+ | G– | Gk | P |
| -------------------- | - | -- | - | - | -- | -- | -- | - |
| Pakisztán (PAK)      | 5 | 2  | 3 | 0 | 15 | 6  | +9 | 9 |
| Hollandia (NED)      | 5 | 2  | 2 | 1 | 11 | 8  | +3 | 8 |
| Németország (GER)    | 5 | 2  | 2 | 1 | 7  | 6  | +1 | 8 |
| Nagy-Britannia (GBR) | 5 | 1  | 2 | 2 | 8  | 16 | –8 | 5 |
| Malajzia (MAS)       | 5 | 0  | 4 | 1 | 5  | 6  | –1 | 4 |
| Kanada (CAN)         | 5 | 0  | 3 | 2 | 7  | 11 | –4 | 3 |

| 2000. szeptember 16. 20:30 | Malajzia (MAS) | 0–1   | Németország (GER) | Játékvezetők: Eduardo Ruiz (ARG), Henrik Ehlers (DEN) |
| 2000. szeptember 16. 20:30 |                | (0–0) | Emmerling 43'     | Játékvezetők: Eduardo Ruiz (ARG), Henrik Ehlers (DEN) |

| 2000. szeptember 18. 15:30 | Németország (GER)       | 2–1   | Kanada (CAN) | Játékvezetők: Santiago Deo (ESP), Murray Grime (AUS) |
| 2000. szeptember 18. 15:30 | Michel 62' · Moissl 68' | (0–0) | Kullar 61'   | Játékvezetők: Santiago Deo (ESP), Murray Grime (AUS) |

| 2000. szeptember 21. 15:30 | Németország (GER) | 1–1   | Pakisztán (PAK) | Játékvezetők: Henrik Ehlers (DEN), Santiago Deo (ESP) |
| 2000. szeptember 21. 15:30 | Domke 19'         | (1–1) | Abbas 30'       | Játékvezetők: Henrik Ehlers (DEN), Santiago Deo (ESP) |

| 2000. szeptember 23. 20:30 | Hollandia (NED)          | 2–2   | Németország (GER)        | Játékvezetők: Eduardo Ruiz (ARG), Steven Horgan (USA) |
| 2000. szeptember 23. 20:30 | Veen 3' · de Nooijer 20' | (2–2) | Michel 31' · Moissl 35+' | Játékvezetők: Eduardo Ruiz (ARG), Steven Horgan (USA) |

| 2000. szeptember 26. 18:30 | Németország (GER) | 1–2   | Nagy-Britannia (GBR)    | Játékvezetők: Henrik Ehlers (DEN), John Wright (RSA) |
| 2000. szeptember 26. 18:30 | Mayerhöfer 37'    | (0–0) | Parnham 41' · Giles 65' | Játékvezetők: Henrik Ehlers (DEN), John Wright (RSA) |

Az 5–8. helyért
| 2000. szeptember 28. 11:30 | Németország (GER)                                                | 6–2   | Argentína (ARG) | State Hockey Centre, Sydney Játékvezetők: Ray O′Connor (IRL), Han Jin-Soo (KOR) |
| 2000. szeptember 28. 11:30 | Domke 40' · Emmerling 42' · Bechmann 44', 64' · Michel 66', 70+' | (0–2) | Lombi 13', 14'  | State Hockey Centre, Sydney Játékvezetők: Ray O′Connor (IRL), Han Jin-Soo (KOR) |

Az 5. helyért
| 2000. szeptember 29. 14:00 | Nagy-Britannia (GBR) | 0–4   | Németország (GER)                                      | State Hockey Centre, Sydney Játékvezetők: Steven Horgan (USA), Jason McCracken (NZL) |
| 2000. szeptember 29. 14:00 |                      | (0–2) | Michel 28' · Domke 31' · Bechmann 59' · Weißenborn 63' | State Hockey Centre, Sydney Játékvezetők: Steven Horgan (USA), Jason McCracken (NZL) |

| Csapat            | Helyezés |
| ----------------- | -------- |
| Németország (GER) | 5.       |

### Női
| Német női gyeplabdacsapat-játékoskeret | Német női gyeplabdacsapat-játékoskeret |
| --- | --- |
| - Julia Zwehl - Birgit Beyer - Denise Klecker - Tanja Dickenscheid - Nadine Ernsting-Krienke - Inga Möller - Natascha Keller - Friederike Barth | - Britta Becker - Marion Rodewald - Heike Lätzsch - Katrin Kauschke - Simone Thomaschinski-Gräßer - Fanny Rinne - Caroline Casaretto - Franziska Gude |

#### Eredmények
Csoportkör
B csoport
| Csapat                        | M | Gy | D | V | G+ | G– | Gk | P |
| ----------------------------- | - | -- | - | - | -- | -- | -- | - |
| Új-Zéland (NZL)               | 4 | 2  | 1 | 1 | 7  | 5  | +2 | 7 |
| Kína (CHN)                    | 4 | 2  | 0 | 2 | 4  | 5  | –1 | 6 |
| Hollandia (NED)               | 4 | 1  | 2 | 1 | 9  | 9  | 0  | 5 |
| Németország (GER)             | 4 | 1  | 2 | 1 | 6  | 6  | 0  | 5 |
| Dél-afrikai Köztársaság (RSA) | 4 | 1  | 1 | 2 | 4  | 5  | –1 | 4 |

| 2000. szeptember 16. 10:30 | Németország (GER) | 1–1   | Új-Zéland (NZL) | Játékvezetők: Michele Arnold (AUS), Gill Clarke (GBR) |
| 2000. szeptember 16. 10:30 | Lätzsch 56'       | (0–0) | Smith 68'       | Játékvezetők: Michele Arnold (AUS), Gill Clarke (GBR) |

| 2000. szeptember 17. 20:30 | Németország (GER)      | 2–1   | Dél-afrikai Köztársaság (RSA) | Játékvezetők: Lee Mi-Ok (KOR), Kazuko Yasueda (JPN) |
| 2000. szeptember 17. 20:30 | Rinne 28' · Becker 50' | (1–1) | Agliotti 7'                   | Játékvezetők: Lee Mi-Ok (KOR), Kazuko Yasueda (JPN) |

| 2000. szeptember 20. 8:30 | Németország (GER) | 1–2   | Kína (CHN)                      | Játékvezetők: Renee Chatas (USA), Lee Mi-Ok (KOR) |
| 2000. szeptember 20. 8:30 | Möller 60'        | (0–1) | Zhou Wanfeng 2' · Cheng Hui 49' | Játékvezetők: Renee Chatas (USA), Lee Mi-Ok (KOR) |

| 2000. szeptember 22. 13:30 | Hollandia (NED)                | 2–2   | Németország (GER)                | Játékvezetők: Judith Barnesby (AUS), Renee Chatas (USA) |
| 2000. szeptember 22. 13:30 | van der Wielen 31' · Thate 49' | (1–1) | Rinne 32' · Ernsting-Krienke 66' | Játékvezetők: Judith Barnesby (AUS), Renee Chatas (USA) |

A 7–10. helyért
| 2000. szeptember 25. 15:30 | Dél-Korea (KOR)                | 2–3   | Németország (GER)                     | State Hockey Centre, Sydney Játékvezetők: Michele Arnold (USA), Jean Buchanan (RSA) |
| 2000. szeptember 25. 15:30 | I Unjong 56' · Kim Undzsin 59' | (0–1) | Becker 8', 41' · Ernsting-Krienke 80' | State Hockey Centre, Sydney Játékvezetők: Michele Arnold (USA), Jean Buchanan (RSA) |

A 7. helyért
| 2000. szeptember 27. 13:00 | Nagy-Britannia (GBR) | 0–2   | Németország (GER)       | State Hockey Centre, Sydney Játékvezetők: Miriam van Gemert (NED), Lyn Farrell (NZL) |
| 2000. szeptember 27. 13:00 |                      | (0–1) | Keller 21' · Becker 52' | State Hockey Centre, Sydney Játékvezetők: Miriam van Gemert (NED), Lyn Farrell (NZL) |

| Csapat            | Helyezés |
| ----------------- | -------- |
| Németország (GER) | 7.       |

## Íjászat
Férfi
| Versenyző        | Versenyszám | Selejtező | Selejtező | 64-es főtábla                       | 32-es főtábla                 | Nyolcaddöntő      | Negyeddöntő       | Elődöntő          | Döntő             | Helyezés |
| Versenyző        | Versenyszám | Pont      | Kiemelt   | Ellenfél Eredmény                   | Ellenfél Eredmény             | Ellenfél Eredmény | Ellenfél Eredmény | Ellenfél Eredmény | Ellenfél Eredmény | Helyezés |
| ---------------- | ----------- | --------- | --------- | ----------------------------------- | ----------------------------- | ----------------- | ----------------- | ----------------- | ----------------- | -------- |
| Christian Stubbe | Egyéni      | 596       | 54.       | Lionel Torrés (FRA) (11.) · 163-161 | Yang Bo (CHN) (22.) · 152-159 | kiesett           | kiesett           | kiesett           | kiesett           | 25.      |

Női
| Versenyző                                           | Versenyszám | Selejtező | Selejtező | 64-es főtábla                            | 32-es főtábla                           | Nyolcaddöntő                                                                                                   | Negyeddöntő                                                  | Elődöntő                                                                  | Döntő | Helyezés |
| Versenyző                                           | Versenyszám | Pont      | Kiemelt   | Ellenfél Eredmény                        | Ellenfél Eredmény                       | Ellenfél Eredmény                                                                                              | Ellenfél Eredmény                                            | Ellenfél Eredmény                                                         | Ellenfél Eredmény                                                                                                   | Helyezés |
| --------------------------------------------------- | ----------- | --------- | --------- | ---------------------------------------- | --------------------------------------- | --- | ------------------------------------------------------------ | ------------------------------------------------------------------------- | --- | -------- |
| Cornelia Pfohl                                      | Egyéni      | 635       | 19.       | Vladlena Priestman (GBR) (46.) · 159-155 | He Ying (CHN) (14.) · 157-163           | kiesett | kiesett                                                      | kiesett                                                                   | kiesett | 24.      |
| Barbara Mensing                                     | Egyéni      | 634       | 23.       | Alexandra Fouace (FRA) (42.) · 157-149   | Katerina Szergyuk (UKR) (10.) · 153-161 | kiesett | kiesett                                                      | kiesett                                                                   | kiesett | 29.      |
| Sandra Wagner-Sachse                                | Egyéni      | 628       | 31.       | Karin Larsson (SWE) (34.) · 146-147      | kiesett                                 | kiesett | kiesett                                                      | kiesett                                                                   | kiesett | 54.      |
| Cornelia Pfohl Barbara Mensing Sandra Wagner-Sachse | Csapat      | 635       | 5.        |                                          |                                         | Grúzia (GEO) · Khatuna Kvrivishvili-Lorig · Khatuna Phutkaradze-Narimanidze · Asmat Diasamidze (12.) · 231-216 | Kína (CHN) · Yu Hui · He Ying · Yang Jianping (4.) · 240-234 | Dél-Korea (KOR) · Kim Szunjong · Kim Namszun · Jun Midzsin (1.) · 238-251 | Bronzmérkőzés · Törökország (TUR) · Elif Altınkaynak · Natalia Nasaridze-Çakir · Zekiye Keskin Şatır (6.) · 240-234 |          |

## Kajak-kenu

### Síkvízi
Férfi
| Versenyző                                    | Versenyszám         | Előfutam | Előfutam | Előfutam | Elődöntő | Elődöntő | Elődöntő | Döntő    | Döntő    |
| Versenyző                                    | Versenyszám         | Idő      | Hely.    | Össz.    | Idő      | Hely.    | Össz.    | Idő      | Helyezés |
| -------------------------------------------- | ------------------- | -------- | -------- | -------- | -------- | -------- | -------- | -------- | -------- |
| Lutz Liwowski                                | Kajak egyes 500 m   | 1:41,091 | 4.       | 6.       | 1:40,586 | 1.       | 6.       | 2:00,259 | 5.       |
| Lutz Liwowski                                | Kajak egyes 1000 m  | 3:36,404 | 1.       | 3.       | kizárták | kizárták | kizárták | kiesett  | kiesett  |
| Ronald Rauhe Tim Wieskötter                  | Kajak kettes 500 m  | 1:30,502 | 1.       | 3.       |          |          |          | 1:48,771 |          |
| Andreas Ihle Olaf Winter                     | Kajak kettes 1000 m | 3:14,631 | 2.       | 3.       |          |          |          | 3:16,627 | 4.       |
| Björn Bach Jan Schäfer Stefan Ulm Mark Zabel | Kajak négyes 1000 m | 2:59,473 | 1.       | 2.       |          |          |          | 2:55,704 |          |
| Andreas Dittmer                              | Kenu egyes 500 m    | 1:50,340 | 1.       | 1.       |          |          |          | 2:27,591 |          |
| Andreas Dittmer                              | Kenu egyes 1000 m   | 3:53,962 | 1.       | 1.       |          |          |          | 3:54,379 |          |
| Christian Gille Thomas Zereske               | Kenu kettes 500 m   | 1:43,233 | 3.       | 6.       |          |          |          | 1:59,294 | 5.       |
| Lars Kober Stefan Uteß                       | Kenu kettes 1000 m  | 3:39,218 | 4.       | 6.       | 3:43,032 | 1.       | 1.       | 3:41,129 |          |

Női
| Versenyző                                                        | Versenyszám        | Előfutam | Előfutam | Előfutam | Elődöntő | Elődöntő | Elődöntő | Döntő    | Döntő    |
| Versenyző                                                        | Versenyszám        | Idő      | Hely.    | Össz.    | Idő      | Hely.    | Össz.    | Idő      | Helyezés |
| ---------------------------------------------------------------- | ------------------ | -------- | -------- | -------- | -------- | -------- | -------- | -------- | -------- |
| Manuela Mucke                                                    | Kajak egyes 500 m  | 1:54,870 | 5.       | 10.      | 1:55,794 | 4.       | 4.       | kiesett  | kiesett  |
| Birgit Fischer Katrin Wagner-Augustin                            | Kajak kettes 500 m | 1:42,557 | 1.       | 2.       |          |          |          | 1:56,996 |          |
| Birgit Fischer Manuela Mucke Anett Schuck Katrin Wagner-Augustin | Kajak négyes 500 m | 1:33,895 | 1.       | 2.       |          |          |          | 1:34,532 |          |

### Szlalom
| Versenyző                     | Versenyszám       | Selejtező | Selejtező | Selejtező | Selejtező | Selejtező  | Selejtező  | Döntő    | Döntő    | Döntő    | Döntő    | Döntő      | Döntő      |
| Versenyző                     | Versenyszám       | 1. futam  | 1. futam  | 2. futam  | 2. futam  | Összesítés | Összesítés | 1. futam | 1. futam | 2. futam | 2. futam | Összesítés | Összesítés |
| Versenyző                     | Versenyszám       | Pont      | Hely.     | Pont      | Hely.     | Pont       | Hely.      | Pont     | Hely.    | Pont     | Hely.    | Pont       | Helyezés   |
| ----------------------------- | ----------------- | --------- | --------- | --------- | --------- | ---------- | ---------- | -------- | -------- | -------- | -------- | ---------- | ---------- |
| Thomas Schmidt                | Férfi kajak egyes | 129,07    | 11.       | 124,10    | 1.        | 253,17     | 2.         | 108,64   | 1.       | 108,61   | 1.       | 217,25     |            |
| Stefan Pfannmöller            | Férfi kenu egyes  | 132,02    | 2.        | 138,59    | 11.       | 270,61     | 7.         | 119,03   | 4.       | 120,69   | 6.       | 239,72     | 5.         |
| Sören Kaufmann                | Férfi kenu egyes  | 134,36    | 7.        | 137,54    | 8.        | 271,90     | 8.         | 123,83   | 9.       | 116,35   | 2.       | 240,18     | 6.         |
| André Ehrenberg Michael Senft | Férfi kenu kettes | 134,89    | 2         | 144,65    | 8         | 279,54     | 3          | 125,15   | 7.       | 176,63   | 8.       | 301,78     | 8.         |
| Mandy Planert                 | Női kajak egyes   | 151,96    | 9.        | 146,43    | 7.        | 298,39     | 7.         | 126,03   | 4.       | 131,82   | 8.       | 257,85     | 6.         |
| Susanne Hirt                  | Női kajak egyes   | 155,29    | 11.       | 143,65    | 3.        | 298,94     | 8.         | 131,08   | 9.       | 134,93   | 12.      | 266,01     | 10.        |

## Kerékpározás

### Hegyi-kerékpározás
| Versenyző        | Versenyszám        | Idő                   | Helyezés |
| ---------------- | ------------------ | --------------------- | -------- |
| Lado Fumic       | Férfi terepverseny | 2:11:57,88 (+2:55,38) | 5.       |
| Carsten Bresser  | Férfi terepverseny | 2:13:37,23 (+4:34,73) | 8.       |
| Sabine Spitz     | Női terepverseny   | 1:54:46,49 (+5:22,11) | 9.       |
| Hedda zu Putlitz | Női terepverseny   | 1:58:19,65 (+8:55,27) | 13.      |

### Országúti kerékpározás
Férfi
| Versenyző      | Versenyszám   | Idő                     | Helyezés |
| -------------- | ------------- | ----------------------- | -------- |
| Jan Ullrich    | Időfutam      | 0:57:48,333 (+0:07,913) | 2.       |
| Jan Ullrich    | Mezőnyverseny | 5:29:08                 |          |
| Erik Zabel     | Mezőnyverseny | 5:30:46 (+1:38)         | 14.      |
| Rolf Aldag     | Mezőnyverseny | 5:30:46 (+1:38)         | 24.      |
| Jens Voigt     | Mezőnyverseny | 5:30:46 (+1:38)         | 56.      |
| Andreas Klöden | Mezőnyverseny | 5:29:20 (+0:12)         |          |
| Andreas Klöden | Időfutam      | 0:59:33,971 (+1:53,551) | 12.      |

Női
| Versenyző           | Versenyszám   | Idő                     | Helyezés      |
| ------------------- | ------------- | ----------------------- | ------------- |
| Petra Rossner       | Mezőnyverseny | 3:09:17 (+2:46)         | 30.           |
| Ina-Yoko Teutenberg | Mezőnyverseny | nem ért célba           | nem ért célba |
| Hanka Kupfernagel   | Mezőnyverseny | 3:06:31 (+0:00)         |               |
| Hanka Kupfernagel   | Időfutam      | 0:43:37,943 (+1:37,162) | 8.            |
| Judith Arndt        | Időfutam      | 0:43:31,752 (+1:30,971) | 7.            |

### Pálya-kerékpározás
Sprintversenyek
| Versenyző                                | Versenyszám  | Selejtező | Selejtező | 1. forduló                                                                       | Vigaszág                                             | Vigaszág | 2. forduló                      | Vigaszág               | Vigaszág | 9–12. helyért                                                     | 9–12. helyért | Negyeddöntő                           | 5–8. helyért                                                                    | 5–8. helyért | Elődöntő                               | Döntő                                               | Helyezés |
| Versenyző                                | Versenyszám  | Idő       | Hely.     | Ellenfél Győztes idő                                                             | Ellenfelek Győztes idő                               | Hely.    | Ellenfél Győztes idő            | Ellenfelek Győztes idő | Hely.    | Ellenfelek Győztes idő                                            | Hely.         | Ellenfél Győztes idő                  | Ellenfelek Győztes idő                                                          | Hely.        | Ellenfél Győztes idő                   | Ellenfél Győztes idő                                | Helyezés |
| ---------------------------------------- | ------------ | --------- | --------- | -------------------------------------------------------------------------------- | ---------------------------------------------------- | -------- | ------------------------------- | ---------------------- | -------- | ----------------------------------------------------------------- | ------------- | ------------------------------------- | ------------------------------------------------------------------------------- | ------------ | -------------------------------------- | --------------------------------------------------- | -------- |
| Jens Fiedler                             | Férfi egyéni | 10,287    | 4.        | Anthony Peden (NZL) · verseny nélkül                                             |                                                      |          | Darryn Hill (AUS) · 10,682      |                        |          |                                                                   |               | Jan van Eijden (GER) · 10,966; 10,904 |                                                                                 |              | Marty Nothstein (USA) · 10,930; 10,903 | Bronzmérkőzés · Laurent Gané (FRA) · 10,732; 10,918 |          |
| Jan van Eijden                           | Férfi egyéni | 10,540    | 11.       | Sean Eadie (AUS) · verseny nélkül                                                |                                                      |          | Viesturs Bērziņš (LAT) · 11,009 |                        |          |                                                                   |               | Jens Fiedler (GER) · 10,966; 10,904   | José Antonio Villanueva (ESP) · Sean Eadie (AUS) · Craig MacLean (GBR) · 11,040 | 1.           |                                        |                                                     | 5.       |
| Kathrin Freitag                          | Női egyéni   | 11,792    | 10.       | Tanya Dubnicoff (CAN) · 12,414                                                   | Tanya Lindenmuth (USA) · Fiona Ramage (NZL) · 12,275 | 2.       |                                 |                        |          | Fiona Ramage (NZL) · Mira Kasslin (FIN) · Vang Jen (CHN) · 12,971 | 1.            |                                       |                                                                                 |              |                                        |                                                     | 9.       |
| Jens Fiedler Sören Lausberg Stefan Nimke | Férfi csapat | 45,701    | 8.        | Franciaország (FRA) · Laurent Gané · Florian Rousseau · Arnaud Tournant · 45,537 |                                                      |          |                                 |                        |          |                                                                   |               |                                       |                                                                                 |              |                                        | kiesett                                             | 7.       |

Üldözőversenyek
| Versenyző                                           | Versenyszám  | Selejtező | Selejtező | Negyeddöntő                                                                                               | Negyeddöntő | Elődöntő                                                                                           | Elődöntő  | Döntő | Döntő     | Döntő    |
| Versenyző                                           | Versenyszám  | Idő       | Hely.     | Ellenfél Idő                                                                                              | Saját idő   | Ellenfél Idő                                                                                       | Saját idő | Ellenfél Idő | Saját idő | Helyezés |
| --------------------------------------------------- | ------------ | --------- | --------- | --- | ----------- | -------------------------------------------------------------------------------------------------- | --------- | --- | --------- | -------- |
| Robert Bartko                                       | Férfi egyéni | 4:18,972  | 1.        | |             | Brad McGee (AUS) · 4:22,644                                                                        | 4:21,067  | Jens Lehmann (GER) · 4:23,824                                                                                     | 4:18,515  |          |
| Jens Lehmann                                        | Férfi egyéni | 4:21,350  | 3.        | |             | Rob Hayles (GBR) · 4:30,080                                                                        | 4:23,032  | Robert Bartko (GER) · 4:18,515                                                                                    | 4:23,824  |          |
| Guido Fulst Robert Bartko Daniel Becke Jens Lehmann | Férfi csapat | 4:05,750  | 4.        | Ausztrália (AUS) · Brett Aitken · Graeme Brown · Brad McGee · Michael Rogers · Brett Lancaster · 4:03,209 | 4:01,810    | Franciaország (FRA) · Cyril Bos · Philippe Ermenault · Francis Moreau · Jérôme Neuville · 4:11,549 | 4:05,930  | Ukrajna (UKR) · Szerhij Csernyavszkij · Szerhij Matvjejev · Olekszandr Szimonenko · Olekszandr Fedenko · 4:04,520 | 3:59,710  |          |
| Judith Arndt                                        | Női egyéni   | 3:37,609  | 6.        | |             | kiesett                                                                                            | kiesett   | kiesett | kiesett   | kiesett  |

Időfutam
| Név             | Versenyszám  | Idő      | Helyezés |
| --------------- | ------------ | -------- | -------- |
| Stefan Nimke    | Férfi egyéni | 1:02,487 |          |
| Sören Lausberg  | Férfi egyéni | 1:02,937 | 4.       |
| Ulrike Weichelt | Női egyéni   | 35,315   | 6.       |
| Kathrin Freitag | Női egyéni   | 35,473   | 7.       |

Pontversenyek
| Név                      | Versenyszám       | Pont | Körhátrány | Helyezés |
| ------------------------ | ----------------- | ---- | ---------- | -------- |
| Thorsten Rund            | Férfi pontverseny | 0    | -2         | 23.      |
| Judith Arndt             | Női pontverseny   | 12   | 0          | 4.       |
| Olaf Pollack Guido Fulst | Férfi madison     | 9    | 0          | 6.       |

Keirin
| Versenyző      | Versenyszám | 1. forduló | Vigaszág | 2. forduló | Döntő    |
| Versenyző      | Versenyszám | Helyezés   | Helyezés | Helyezés   | Helyezés |
| -------------- | ----------- | ---------- | -------- | ---------- | -------- |
| Jens Fiedler   | Férfi       | 1.         |          | 1.         |          |
| Jan van Eijden | Férfi       | 1.         |          | 2.         | 4.       |

## Kézilabda

### Férfi
| Német férfi kézilabdacsapat-játékoskeret                                                                                               | Német férfi kézilabdacsapat-játékoskeret                                                                                  |
| --- | --- |
| - Bernd Roos - Bogdan Wenta - Christian Schwarzer - Daniel Stephan - Florian Kehrmann - Frank von Behren - Henning Fritz - Jan Holpert | - Jörg Kunze - Klaus-Dieter Petersen - Markus Baur - Mike Bezdicek - Stefan Kretzschmar - Sven Lakenmacher - Volker Zerbe |

#### Eredmények
Csoportkör
A csoport
| Csapat            | M | Gy | D | V | G+  | G–  | Gk  | P |
| ----------------- | - | -- | - | - | --- | --- | --- | - |
| Oroszország (RUS) | 5 | 4  | 0 | 1 | 129 | 121 | +8  | 8 |
| Németország (GER) | 5 | 3  | 1 | 1 | 128 | 113 | +15 | 7 |
| Jugoszlávia (SCG) | 5 | 3  | 0 | 2 | 130 | 127 | +3  | 6 |
| Egyiptom (EGY)    | 5 | 3  | 0 | 2 | 122 | 115 | +7  | 6 |
| Dél-Korea (KOR)   | 5 | 1  | 1 | 3 | 128 | 131 | –3  | 3 |
| Kuba (CUB)        | 5 | 0  | 0 | 5 | 128 | 158 | –30 | 0 |

| 2000. szeptember 16. 9:30 | Németország (GER) | 30–22   | Kuba (CUB)      | Játékvezetők: Ramon Gallego Santos, Victor Pedro Lamas Perez (ESP) |
| 2000. szeptember 16. 9:30 | Kretzschmar 7     | (15–11) | Uríos, Suárez 6 | Játékvezetők: Ramon Gallego Santos, Victor Pedro Lamas Perez (ESP) |
| 2000. szeptember 16. 9:30 | 5× 3×             |         | 5× 3×           | Játékvezetők: Ramon Gallego Santos, Victor Pedro Lamas Perez (ESP) |

| 2000. szeptember 18. 9:30 | Dél-Korea (KOR)  | 24–24   | Németország (GER) | Játékvezetők: Leon Kalin, Enes Koric (SLO) |
| 2000. szeptember 18. 9:30 | Jun Gjongszin 11 | (13–11) | Schwarzer 6       | Játékvezetők: Leon Kalin, Enes Koric (SLO) |
| 2000. szeptember 18. 9:30 | 5× 3×            |         | 6× 4×             | Játékvezetők: Leon Kalin, Enes Koric (SLO) |

| 2000. szeptember 20. 21:30 | Jugoszlávia (SCG) | 22–28   | Németország (GER) | Játékvezetők: Svein Olav Oie, Bjorn Hogsnes (NOR) |
| 2000. szeptember 20. 21:30 | Knežević 5        | (11–13) | Kehrmann 7        | Játékvezetők: Svein Olav Oie, Bjorn Hogsnes (NOR) |
| 2000. szeptember 20. 21:30 | 3× 4×             |         | 5× 2×             | Játékvezetők: Svein Olav Oie, Bjorn Hogsnes (NOR) |

| 2000. szeptember 22. 19:30 | Németország (GER) | 25–23   | Oroszország (RUS) | Játékvezetők: Ramon Gallego Santos, Victor Pedro Lamas Perez (ESP) |
| 2000. szeptember 22. 19:30 | Roos 6            | (11–15) | Filippov 7        | Játékvezetők: Ramon Gallego Santos, Victor Pedro Lamas Perez (ESP) |
| 2000. szeptember 22. 19:30 | 8× 3×             |         | 3× 3×             | Játékvezetők: Ramon Gallego Santos, Victor Pedro Lamas Perez (ESP) |

| 2000. szeptember 24. 16:30 | Németország (GER)      | 21–22  | Egyiptom (EGY) | Játékvezetők: Peter Hansson, Peter Olsson (SWE) |
| 2000. szeptember 24. 16:30 | Kehrmann, von Behren 5 | (8–11) | Mohamed 5      | Játékvezetők: Peter Hansson, Peter Olsson (SWE) |
| 2000. szeptember 24. 16:30 | 2× 3×                  |        | 6× 3× 1×       | Játékvezetők: Peter Hansson, Peter Olsson (SWE) |

Negyeddöntő
| 2000. szeptember 26. 16:30 | Spanyolország (ESP) | 27–26   | Németország (GER) | Játékvezetők: Francois Garcia, Jean-Pierre Moreno (FRA) |
| 2000. szeptember 26. 16:30 | Guijosa 9           | (11–13) | Kretzschmar 6     | Játékvezetők: Francois Garcia, Jean-Pierre Moreno (FRA) |
| 2000. szeptember 26. 16:30 | 3× 3× 1×            |         | 4× 3×             | Játékvezetők: Francois Garcia, Jean-Pierre Moreno (FRA) |

Az 5–8. helyért
| 2000. szeptember 29. 11:30 | Németország (GER) | 24–18  | Egyiptom (EGY) | Játékvezetők: Svein Olav Oie, Bjorn Hogsnes (NOR) |
| 2000. szeptember 29. 11:30 | Baur, Kehrmann 6  | (10–9) | Hussein 6      | Játékvezetők: Svein Olav Oie, Bjorn Hogsnes (NOR) |
| 2000. szeptember 29. 11:30 | 4× 2× 1×          |        | 5× 2× 1×       | Játékvezetők: Svein Olav Oie, Bjorn Hogsnes (NOR) |

Az 5. helyért
| 2000. szeptember 30. 16:30 | Franciaország (FRA) | 22–25   | Németország (GER) | Játékvezetők: Yasser Salim Aly Aly, Hassan Hassan Aly Hassan (EGY) |
| 2000. szeptember 30. 16:30 | Burdet, Joulin 5    | (11–11) | Baur 7            | Játékvezetők: Yasser Salim Aly Aly, Hassan Hassan Aly Hassan (EGY) |
| 2000. szeptember 30. 16:30 | 6× 3×               |         | 6× 3× 1×          | Játékvezetők: Yasser Salim Aly Aly, Hassan Hassan Aly Hassan (EGY) |

| Csapat            | Helyezés |
| ----------------- | -------- |
| Németország (GER) | 5.       |

## Labdarúgás

### Női
| Német női labdarúgócsapat-játékoskeret | Német női labdarúgócsapat-játékoskeret |
| --- | --- |
| - Nicole Brandebusemeyer - Ariane Hingst - Bettina Wiegmann - Birgit Prinz - Claudia Müller - Doris Fitschen - Inka Grings - Jeanette Götte - Kerstin Stegemann | - Maren Meinert - Melanie Hoffmann - Renate Lingor - Sandra Minnert - Silke Rottenberg - Stefanie Gottschlich - Steffi Jones - Tina Wunderlich |

#### Eredmények
Csoportkör
E csoport
| Csapat            | M | Gy | D | V | Rg | Kg | Gk | P |
| ----------------- | - | -- | - | - | -- | -- | -- | - |
| Németország (GER) | 3 | 3  | 0 | 0 | 6  | 1  | +5 | 9 |
| Brazília (BRA)    | 3 | 2  | 0 | 1 | 5  | 3  | +2 | 6 |
| Svédország (SWE)  | 3 | 0  | 1 | 2 | 1  | 4  | –3 | 1 |
| Ausztrália (AUS)  | 3 | 0  | 1 | 2 | 2  | 6  | –4 | 1 |

| 2000. szeptember 13. 17:00 |

| Ausztrália (AUS) | 0–3               | Németország (GER)                    |
| ---------------- | ----------------- | ------------------------------------ |
|                  | (0–1) Jegyzőkönyv | Grings 39' Wiegmann 70' Lingor 90+1' |

| Bruce Stadium, Canberra Nézőszám: 24 800 Játékvezető: Bola Abidoye (nigériai) |

| 2000. szeptember 16. 17:30 |

| Németország (GER) | 2–1               | Brazília (BRA) |
| ----------------- | ----------------- | -------------- |
| Prinz 33' 41'     | (2–0) Jegyzőkönyv | Raquel 72'     |

| Bruce Stadium, Canberra Nézőszám: 17 000 Játékvezető: Martha Toro (kolumbiai) |

| 2000. szeptember 19. 17:30 |

| Németország (GER) | 1–0               | Svédország (SWE) |
| ----------------- | ----------------- | ---------------- |
| Hingst 88'        | (0–0) Jegyzőkönyv |                  |

| Melbourne Cricket Ground, Melbourne Nézőszám: 7000 Játékvezető: Wendy Toms (angol) |

Elődöntő
| 2000. szeptember 24. 17:30 |

| Németország (GER) | 0–1               | Norvégia (NOR)         |
| ----------------- | ----------------- | ---------------------- |
|                   | (0–0) Jegyzőkönyv | Wunderlich 80' (öngól) |

| Sydney Football Stadium, Sydney Nézőszám: 16 710 Játékvezető: Im Eun Ju (dél-koreai) |

Bronzmérkőzés
| 2000. szeptember 28. 17:00 |

| Németország (GER)    | 2–0               | Brazília (BRA) |
| -------------------- | ----------------- | -------------- |
| Lingor 64' Prinz 79' | (0–0) Jegyzőkönyv |                |

| Sydney Football Stadium, Sydney Nézőszám: 11 200 Játékvezető: Im Eun Ju (dél-koreai) |

| Csapat            | Helyezés |
| ----------------- | -------- |
| Németország (GER) |          |

## Lovaglás
Díjlovaglás
| Versenyző                                                                 | Ló           | Versenyszám | 1. kör | 1. kör | 2. kör | 2. kör | 3. kör  | 3. kör  | Végeredmény | Végeredmény |
| Versenyző                                                                 | Ló           | Versenyszám | Pont   | Hely.  | Pont   | Hely.  | Pont    | Hely.   | Pont        | Helyezés    |
| ------------------------------------------------------------------------- | ------------ | ----------- | ------ | ------ | ------ | ------ | ------- | ------- | ----------- | ----------- |
| Isabell Werth                                                             | Gigolo       | Egyéni      | 76,32  | 1.     | 75,67  | 4.     | 82,20   | 2.      | 234.19      |             |
| Ulla Salzgeber                                                            | Rusty 47     | Egyéni      | 73,16  | 7.     | 76,74  | 2.     | 80,67   | 3.      | 230.57      |             |
| Nadine Capellmann                                                         | Farbenfroh   | Egyéni      | 74,68  | 4.     | 76,60  | 3.     | 74,60   | 5.      | 225,88      | 4.          |
| Alexandra Simons de Ridder                                                | Chacomo      | Egyéni      | 74,28  | 5.     | 75,62  | 5.     | kiesett | kiesett | 149,90      | 16.         |
| Isabell Werth Nadine Capellmann Alexandra Simons de Ridder Ulla Salzgeber | lásd fentebb | Csapat      |        |        |        |        |         |         | 5632        |             |

Díjugratás
| Versenyző                                              | Ló           | Versenyszám | Selejtező | Selejtező | Selejtező | Selejtező | Selejtező | Selejtező | Selejtező | Selejtező | Döntő   | Döntő   | Döntő   | Döntő   | Végeredmény | Végeredmény |
| Versenyző                                              | Ló           | Versenyszám | 1. kör    | 1. kör    | 2. kör    | 2. kör    | 2. kör    | 3. kör    | 3. kör    | 3. kör    | 1. kör  | 1. kör  | 2. kör  | 2. kör  | Végeredmény | Végeredmény |
| Versenyző                                              | Ló           | Versenyszám | Bünt.     | Hely.     | Bünt.     | Össz.     | Hely.     | Bünt.     | Össz.     | Hely.     | Bünt.   | Hely.   | Bünt.   | Hely.   | Bünt.       | Helyezés    |
| ------------------------------------------------------ | ------------ | ----------- | --------- | --------- | --------- | --------- | --------- | --------- | --------- | --------- | ------- | ------- | ------- | ------- | ----------- | ----------- |
| Lars Nieberg                                           | Esprit FRH   | Egyéni      | 9,50      | 31.       | 8,00      | 17,50     | 28.       | 0,00      | 17,50     | 14.       | 8,00    | 14.     | 0,00    | 1.      | 8,00        | 4.****      |
| Marcus Ehning                                          | For Pleasure | Egyéni      | 8,75      | 25.       | 0,00      | 8,75      | 10.       | 7,00      | 15,75     | 11.       | 4,00    | 5.      | 4,00    | 5.      | 8,00        | 4.****      |
| Otto Becker                                            | Cento        | Egyéni      | 14,00     | 43.       | 0,00      | 14,00     | 20.       | 0,00      | 14,00     | 10.       | 4,00    | 5.      | 4,00    | 5.      | 8,00        | 4.****      |
| Ludger Beerbaum                                        | Goldfever 3  | Egyéni      | 1,25      | 3.        | 20,00     | 21,25     | 41.       | 16,25     | 37,50     | 49.       | kiesett | kiesett | kiesett | kiesett | kiesett     | kiesett     |
| Otto Becker Marcus Ehning Lars Nieberg Ludger Beerbaum | lásd fentebb | Csapat      |           |           |           |           |           |           |           |           | 8,00    | 1.**    | 7,00    | 1.      | 15,00       |             |

Lovastusa
| Versenyző                                                  | Ló                                                  | Versenyszám | Díjlovaglás | Díjlovaglás | Tereplovaglás | Tereplovaglás | Tereplovaglás | Díjugratás | Díjugratás | Végeredmény | Végeredmény |         |
| Versenyző                                                  | Ló                                                  | Versenyszám | Bünt.       | Hely.       | Bünt.         | Hely.         | Össz.         | Bünt.      | Hely.      | Bünt.       | Helyezés    |         |
| ---------------------------------------------------------- | --------------------------------------------------- | ----------- | ----------- | ----------- | ------------- | ------------- | ------------- | ---------- | ---------- | ----------- | ----------- | ------- |
| Annette Wyrwoll                                            | Bantry Bay                                          | Egyéni      | 45,00       | 12.         | 72,80         | 117,80        | 22.           | 0,00       | 1.         | 117,80      | 19.         |         |
| Marina Köhncke                                             | Longchamps                                          | Egyéni      | 34,80       | 2.          | nem ért célba | nem ért célba | nem ért célba | kiesett    | kiesett    | kiesett     | kiesett     | kiesett |
| Kai Rüder                                                  | Butscher                                            | Egyéni      | 53,00       | 25.         | nem ért célba | nem ért célba | nem ért célba | kiesett    | kiesett    | kiesett     | kiesett     | kiesett |
| Ingrid Klimke Marina Köhncke Andreas Dibowski Nele Hagener | Sleep Late Sir Toby 4 Leonas Dancer Little McMuffin | Csapat      | 150,40      | 6.          | 70,40         | 220,80        | 5.            | 20,00      | 3.         | 241,80      | 4.          |         |

** - két másik versenyzővel azonos eredményt ért el

**** - négy másik versenyzővel azonos eredményt ért el

## Műugrás
Férfi
| Versenyző              | Versenyszám          | Selejtező | Selejtező | Elődöntő | Elődöntő | Döntő   | Döntő    |
| Versenyző              | Versenyszám          | Pont      | Helyezés  | Pont     | Helyezés | Pont    | Helyezés |
| ---------------------- | -------------------- | --------- | --------- | -------- | -------- | ------- | -------- |
| Stefan Ahrens          | Egyéni műugrás       | 385,50    | 12.       | 604,17   | 11.      | 619,17  | 9.       |
| Andreas Wels           | Egyéni műugrás       | 414,84    | 6.        | 639,81   | 6.       | 616,53  | 10.      |
| Heiko Meyer            | Egyéni toronyugrás   | 411,36    | 12.       | 590,70   | 12.      | 600,00  | 11.      |
| Jan Hempel             | Egyéni toronyugrás   | 401,19    | 14.       | 582,90   | 15.      | kiesett | kiesett  |
| Jan Hempel Heiko Meyer | Szinkron toronyugrás |           |           |          |          | 338,88  |          |

Női
| Versenyző                      | Versenyszám        | Selejtező | Selejtező | Elődöntő | Elődöntő | Döntő   | Döntő    |
| Versenyző                      | Versenyszám        | Pont      | Helyezés  | Pont     | Helyezés | Pont    | Helyezés |
| ------------------------------ | ------------------ | --------- | --------- | -------- | -------- | ------- | -------- |
| Dörte Lindner                  | Egyéni műugrás     | 309,21    | 4.        | 543,03   | 5.       | 574,35  |          |
| Conny Schmalfuss               | Egyéni műugrás     | 89,46     | 43.       | kiesett  | kiesett  | kiesett | kiesett  |
| Ute Wetzig                     | Egyéni toronyugrás | 289,38    | 11.       | 459,15   | 11.      | 438,24  | 12.      |
| Ditte Kotzian                  | Egyéni toronyugrás | 265,32    | 20.       | kiesett  | kiesett  | kiesett | kiesett  |
| Conny Schmalfuss Dörte Lindner | Szinkron műugrás   |           |           |          |          | 263,76  | 7.       |

## Ökölvívás
| Versenyző       | Versenyszám     | Selejtező                      | Nyolcaddöntő                      | Negyeddöntő                  | Elődöntő                 | Döntő             | Helyezés |
| Versenyző       | Versenyszám     | Ellenfél Eredmény              | Ellenfél Eredmény                 | Ellenfél Eredmény            | Ellenfél Eredmény        | Ellenfél Eredmény | Helyezés |
| --------------- | --------------- | ------------------------------ | --------------------------------- | ---------------------------- | ------------------------ | ----------------- | -------- |
| Vardan Zakarjan | Légsúly         | Vicsan Ponlit (THA) · 2-17     | kiesett                           | kiesett                      | kiesett                  | kiesett           | 17.      |
| Falk Huste      | Pehelysúly      | Joni Turunen (FIN) · 10-6      | Rocky Juarez (USA) · 15-17        | kiesett                      | kiesett                  | kiesett           | 9.       |
| Norman Schuster | Könnyűsúly      | Patriz López (VEN) · 10-24     | kiesett                           | kiesett                      | kiesett                  | kiesett           | 17.      |
| Kay Huste       | Kisváltósúly    | Víctor Hugo Castro (ARG) · 5-3 | Sven Paris (ITA) · 11-17          | kiesett                      | kiesett                  | kiesett           | 9.       |
| Steven Küchler  | Váltósúly       | Mosolesa Tsie (LES) · 17-2     | Yovanny Lorenzo (DOM) · 17-2      | Dorel Simion (ROU) · 14-26   | kiesett                  | kiesett           | 7.       |
| Adnan Ćatić     | Nagyváltósúly   | Dilshod Yarbekov (UZB) · 10-6  | Richard Rowles (AUS) · 19-4       | Jermain Taylor (USA) · 14-19 | kiesett                  | kiesett           | 7.       |
| Sebastian Köber | Nehézsúly       |                                | Mahamed Ariphadzsijev (AZE) · 9-4 | Mark Simmons (CAN) · 16-1    | Félix Savón (CUB) · 8-14 | kiesett           |          |
| Cengiz Koç      | Szupernehézsúly |                                | Alexis Rubalcaba (CUB) · KO       | kiesett                      | kiesett                  | kiesett           | 9.       |

## Öttusa
| Versenyző    | Versenyszám | Lövészet | Lövészet | Lövészet | Vívás    | Vívás | Vívás | Úszás   | Úszás | Úszás | Lovaglás | Lovaglás | Lovaglás | Lovaglás | Futás    | Futás | Futás | Összesen    | Összesen |
| Versenyző    | Versenyszám | Pontszám | Pont     | Hely.    | Eredmény | Pont  | Hely. | Idő     | Pont  | Hely. | Idő      | Hibapont | Pont     | Hely.    | Idő      | Pont  | Hely. | Összes pont | Helyezés |
| ------------ | ----------- | -------- | -------- | -------- | -------- | ----- | ----- | ------- | ----- | ----- | -------- | -------- | -------- | -------- | -------- | ----- | ----- | ----------- | -------- |
| Eric Walther | Férfi       | 170      | 976      | 20.*     | 7-17     | 640   | 22.*  | 2:00,71 | 1293  | 1.    | 55,66    | 120      | 980      | 10.      | 9:37,91  | 1090  | 11.   | 4979        | 16.      |
| Elena Reiche | Női         | 174      | 1024     | 13.*     | 11-13    | 800   | 9.**  | 2:27,51 | 1125  | 14.   | 1:46,47  | 370      | 607      | 21.      | 12:23,49 | 748   | 21.   | 4304        | 21.      |

* - egy másik versenyzővel azonos eredményt ért el

** - nyolc másik versenyzővel azonos eredményt ért el

## Röplabda

### Női
| Német női röplabdacsapat-játékoskeret                                                                            | Német női röplabdacsapat-játékoskeret                                                               |
| --- | --------------------------------------------------------------------------------------------------- |
| - Angelina Grün - Anja-Nadin Pietrek - Beatrice Dömeland - Christina Benecke - Christina Schultz - Hanka Pachale | - Judith Flemig - Judith Sylvester - Kerstin Tzscherlich - Susanne Lahme - Sylvia Roll - Tanja Hart |

#### Eredmények
Csoportkör
B csoport
|                   |      | Mérkőzések | Mérkőzések | Szettek | Szettek | Szettek | Pontok | Pontok | Pontok |
| Csapat            | Pont | Gy         | V          | Sz+     | Sz–     | SzA     | P+     | P–     | PA     |
| ----------------- | ---- | ---------- | ---------- | ------- | ------- | ------- | ------ | ------ | ------ |
| Oroszország (RUS) | 10   | 5          | 0          | 15      | 5       | 3,000   | 465    | 392    | 1,186  |
| Kuba (CUB)        | 9    | 4          | 1          | 14      | 4       | 3,500   | 419    | 332    | 1,262  |
| Dél-Korea (KOR)   | 8    | 3          | 2          | 9       | 9       | 1,000   | 393    | 413    | 0,952  |
| Németország (GER) | 7    | 2          | 3          | 8       | 10      | 0,800   | 380    | 395    | 0,962  |
| Olaszország (ITA) | 6    | 1          | 4          | 7       | 12      | 0,583   | 427    | 446    | 0,957  |
| Peru (PER)        | 5    | 0          | 5          | 2       | 15      | 0,133   | 316    | 422    | 0,749  |

| 2000. szeptember 16. 10:00 | Németország (GER)     | 0–3 | Kuba (CUB) | Nézőszám: 4437 Játékvezető: Dean Turner (AUS), Wang Ning (CHN) |
| 2000. szeptember 16. 10:00 | (18–25, 18–25, 18–25) |     |            | Nézőszám: 4437 Játékvezető: Dean Turner (AUS), Wang Ning (CHN) |

| 2000. szeptember 18. 12:30 | Németország (GER)     | 0–3 | Dél-Korea (KOR) | Nézőszám: 4918 Játékvezető: Josebel Palmeirim (BRA), Doug Wayne Wilson (USA) |
| 2000. szeptember 18. 12:30 | (16–25, 21–25, 22–25) |     |                 | Nézőszám: 4918 Játékvezető: Josebel Palmeirim (BRA), Doug Wayne Wilson (USA) |

| 2000. szeptember 20. 10:00 | Peru (PER)            | 0–3 | Németország (GER) | Nézőszám: 3235 Játékvezető: Wang Ning (CHN), Ray Harris (AUS) |
| 2000. szeptember 20. 10:00 | (16–25, 19–25, 16–25) |     |                   | Nézőszám: 3235 Játékvezető: Wang Ning (CHN), Ray Harris (AUS) |

| 2000. szeptember 22. 14:35 | Németország (GER)                  | 2–3 | Oroszország (RUS) | Nézőszám: 6706 Játékvezető: Takashi Shimoyama (JPN), Dean Turner (AUS) |
| 2000. szeptember 22. 14:35 | (23–25, 25–23, 25–14, 26–28, 6–15) |     |                   | Nézőszám: 6706 Játékvezető: Takashi Shimoyama (JPN), Dean Turner (AUS) |

| 2000. szeptember 24. 12:30 | Olaszország (ITA)            | 1–3 | Németország (GER) | Nézőszám: 8007 Játékvezető: Fernando Nava (MEX), Josebel Palmeirim (BRA) |
| 2000. szeptember 24. 12:30 | (22–25, 25–13, 21–25, 21–25) |     |                   | Nézőszám: 8007 Játékvezető: Fernando Nava (MEX), Josebel Palmeirim (BRA) |

Negyeddöntő
| 2000. szeptember 26. 18:30 | Brazília (BRA)        | 3–0 | Németország (GER) | Nézőszám: 7421 Játékvezető: Songsak Chareonpong (THA), Abdulkhaleq Isa Al Sabah (BRN) |
| 2000. szeptember 26. 18:30 | (25–22, 25–18, 25–17) |     |                   | Nézőszám: 7421 Játékvezető: Songsak Chareonpong (THA), Abdulkhaleq Isa Al Sabah (BRN) |

Az 5–8. helyért
| 2000. szeptember 27. 10:00 | Németország (GER)            | 3–1 | Horvátország (CRO) | Nézőszám: 4571 Játékvezető: Mahmoud Hosni Abdel Megid (EGY), Paolo Porcari (ITA) |
| 2000. szeptember 27. 10:00 | (27–25, 27–29, 25–21, 25–18) |     |                    | Nézőszám: 4571 Játékvezető: Mahmoud Hosni Abdel Megid (EGY), Paolo Porcari (ITA) |

Az 5. helyért
| 2000. szeptember 28. 14:40 | Németország (GER)            | 1–3 | Kína (CHN) | Nézőszám: 5504 Játékvezető: Fernando Nava (MEX), David Smith (AUS) |
| 2000. szeptember 28. 14:40 | (19–25, 19–25, 25–22, 18–25) |     |            | Nézőszám: 5504 Játékvezető: Fernando Nava (MEX), David Smith (AUS) |

| Csapat            | Helyezés |
| ----------------- | -------- |
| Németország (GER) | 6.       |

### Strandröplabda

#### Férfi
| Versenyző                         | 1. forduló                                                     | Reményág                                               | Reményág          | Nyolcaddöntő                                         | Negyeddöntő                                             | Elődöntő                                                  | Döntő                                                     | Helyezés |
| Versenyző                         | 1. forduló                                                     | 1. forduló                                             | 2. forduló        | Nyolcaddöntő                                         | Negyeddöntő                                             | Elődöntő                                                  | Döntő                                                     | Helyezés |
| Versenyző                         | Ellenfél Eredmény                                              | Ellenfél Eredmény                                      | Ellenfél Eredmény | Ellenfél Eredmény                                    | Ellenfél Eredmény                                       | Ellenfél Eredmény                                         | Ellenfél Eredmény                                         | Helyezés |
| --------------------------------- | -------------------------------------------------------------- | ------------------------------------------------------ | ----------------- | ---------------------------------------------------- | ------------------------------------------------------- | --------------------------------------------------------- | --------------------------------------------------------- | -------- |
| Jörg Ahmann Axel Hager            | Spanyolország (ESP) · Javier Bosma · Fabio Diez · 15-13        |                                                        |                   | Kanada (CAN) · Jody Holden · Conrad Leinemann · 15-6 | Spanyolország (ESP) · Javier Bosma · Fabio Diez · 16-14 | Brazília (BRA) · Zé Marco de Melo · Ricardo Santos · 5-15 | Portugália (POR) · Joao Brenha · Miguel Maia · 12-9, 12-6 |          |
| Oliver Oetke Andreas Scheuerpflug | Egyesült Államok (USA) · Dain Blanton · Eric Fonoimoana · 7-15 | Csehország (CZE) · Martin Lebl · Michal Palinek · 8-15 | kiesett           | kiesett                                              | kiesett                                                 | kiesett                                                   | kiesett                                                   | 19.      |

#### Női
| Versenyző                      | 1. forduló                                                       | Reményág                                                         | Reményág                                                             | Nyolcaddöntő                                                    | Negyeddöntő       | Elődöntő          | Döntő             | Helyezés |
| Versenyző                      | 1. forduló                                                       | 1. forduló                                                       | 2. forduló                                                           | Nyolcaddöntő                                                    | Negyeddöntő       | Elődöntő          | Döntő             | Helyezés |
| Versenyző                      | Ellenfél Eredmény                                                | Ellenfél Eredmény                                                | Ellenfél Eredmény                                                    | Ellenfél Eredmény                                               | Ellenfél Eredmény | Ellenfél Eredmény | Ellenfél Eredmény | Helyezés |
| ------------------------------ | ---------------------------------------------------------------- | ---------------------------------------------------------------- | -------------------------------------------------------------------- | --------------------------------------------------------------- | ----------------- | ----------------- | ----------------- | -------- |
| Maike Friedrichsen Danja Müsch | Franciaország (FRA) · Anabelle Prawerman · Cecile Rigaux · 14-16 | Ausztrália (AUS) · Annette Huygens Tholen · Sarah Straton · 15-9 | Görögország (GRE) · Vaszilikí Karandásziu · Effroszíni Szfirí · 15-7 | Brazília (BRA) · Shelda Bede · Adriana Behar · 9-15             | kiesett           | kiesett           | kiesett           | 9.       |
| Ulrike Schmidt Gudula Staub    | Kína (CHN) · Jia Tian · Jingkun Zhang · 17-15                    |                                                                  |                                                                      | Olaszország (ITA) · Laura Bruschini · Annamaria Solazzi · 12-15 | kiesett           | kiesett           | kiesett           | 9.       |

## Sportlövészet
Férfi
| Versenyző                  | Versenyszám           | Selejtező | Selejtező | Döntő   | Döntő    |
| Versenyző                  | Versenyszám           | Pont      | Helyezés  | Pont    | Helyezés |
| -------------------------- | --------------------- | --------- | --------- | ------- | -------- |
| Hans-Jürgen Neumaier-Bauer | Légpisztoly           | 575       | 20.**     | kiesett | kiesett  |
| Hans-Jürgen Neumaier-Bauer | Szabadpisztoly        | 553       | 20.**     | kiesett | kiesett  |
| Artur Gevorgjan            | Szabadpisztoly        | 543       | 32.*      | kiesett | kiesett  |
| Artur Gevorgjan            | Légpisztoly           | 575       | 20.**     | kiesett | kiesett  |
| Ralf Schumann              | Gyorstüzelő pisztoly  | 584       | 7.***     | 683,3   | 5.       |
| Daniel Leonhard            | Gyorstüzelő pisztoly  | 584       | 7.***     | kiesett | kiesett  |
| Norbert Ettner             | Légpuska              | 589       | 15.**     | kiesett | kiesett  |
| Ferdinand Stipberger       | Légpuska              | 584       | 37.       | kiesett | kiesett  |
| Swen Schuller              | Sportpuska, fekvő     | 592       | 25.****   | kiesett | kiesett  |
| Maik Eckhardt              | Sportpuska, fekvő     | 596       | 7.*       | 699,8   | 4.       |
| Maik Eckhardt              | Sportpuska, összetett | 1157      | 25.***    | kiesett | kiesett  |
| Christian Bauer            | Sportpuska, összetett | 1169      | 6.        | 1,266,0 | 6.       |
| Manfred Kurzer             | Futócéllövészet       | 573       | 7.**      | 671,3   | 6.       |
| Michael Jakosits           | Futócéllövészet       | 570       | 12.**     | kiesett | kiesett  |
| Thomas Fichtner            | Trap                  | 114       | 9.***     | kiesett | kiesett  |
| Waldemar Schanz            | Trap                  | 113       | 13.**     | kiesett | kiesett  |
| Waldemar Schanz            | Dupla trap            | 136       | 6.*       | kiesett | kiesett  |
| Jan-Henrik Heinrich        | Skeet                 | 121       | 14.****   | kiesett | kiesett  |

Női
| Versenyző            | Versenyszám           | Selejtező | Selejtező | Döntő   | Döntő    |
| Versenyző            | Versenyszám           | Pont      | Helyezés  | Pont    | Helyezés |
| -------------------- | --------------------- | --------- | --------- | ------- | -------- |
| Anke Völker-Schumann | Sportpisztoly         | 562       | 39.*      | kiesett | kiesett  |
| Anke Völker-Schumann | Légpisztoly           | 378       | 21.**     | kiesett | kiesett  |
| Carmen Meininger     | Légpisztoly           | 373       | 32.**     | kiesett | kiesett  |
| Carmen Meininger     | Sportpisztoly         | 576       | 18.*      | kiesett | kiesett  |
| Petra Horneber       | Sportpuska, összetett | 575       | 17.**     | kiesett | kiesett  |
| Petra Horneber       | Légpuska              | 393       | 9.*****   | kiesett | kiesett  |
| Sonja Pfeilschifter  | Légpuska              | 395       | 2.***     | 495,9   | 5.       |
| Sonja Pfeilschifter  | Sportpuska, összetett | 585       | 1.**      | 678,5   | 4.       |
| Alexandra Schneider  | Sportpuska, összetett | 578       | 11.**     | kiesett | kiesett  |
| Susanne Kiermayer    | Trap                  | 66        | 5.        | 86      | 5.       |
| Susanne Kiermayer    | Dupla trap            | 98        | 9.**      | kiesett | kiesett  |

* - egy másik versenyzővel azonos eredményt ért el

** - két másik versenyzővel azonos eredményt ért el

*** - három másik versenyzővel azonos eredményt ért el

**** - négy másik versenyzővel azonos eredményt ért el

***** - öt másik versenyzővel azonos eredményt ért el

## Súlyemelés
Férfi
| Versenyző       | Versenyszám | Szakítás | Szakítás | Lökés    | Lökés    | Összesen | Helyezés |
| Versenyző       | Versenyszám | Eredmény | Helyezés | Eredmény | Helyezés | Összesen | Helyezés |
| --------------- | ----------- | -------- | -------- | -------- | -------- | -------- | -------- |
| Ingo Steinhöfel | 77 kg       | 160,0    | 6.*      | 190,0    | 7.*      | 350,0    | 7.       |
| Marc Huster     | 85 kg       | 177,5    | 2.       | 212,5    | 2.*      | 390,0    |          |
| Lars Betker     | 94 kg       | 165,0    | 17.      | 200,0    | 13.*     | 365,0    | 17.      |
| Ronny Weller    | +105 kg     | 210,0    | 2.       | 257,5    | 4.       | 467,5    |          |

Női
| Versenyző         | Versenyszám | Szakítás | Szakítás | Lökés    | Lökés    | Összesen | Helyezés |
| Versenyző         | Versenyszám | Eredmény | Helyezés | Eredmény | Helyezés | Összesen | Helyezés |
| ----------------- | ----------- | -------- | -------- | -------- | -------- | -------- | -------- |
| Monique Riesterer | +75 kg      | 112,5    | 6.       | 132,5    | 7.       | 245,0    | 6.       |

* - egy másik versenyzővel azonos eredményt ért el

## Taekwondo
Férfi
| Versenyző          | Versenyszám | Selejtező                         | Negyeddöntő                     | Elődöntő                              | Vigaszág negyeddöntő | Vigaszág elődöntő           | Bronz- mérkőzés   | Döntő                   | Helyezés |
| Versenyző          | Versenyszám | Ellenfél Eredmény                 | Ellenfél Eredmény               | Ellenfél Eredmény                     | Ellenfél Eredmény    | Ellenfél Eredmény           | Ellenfél Eredmény | Ellenfél Eredmény       | Helyezés |
| ------------------ | ----------- | --------------------------------- | ------------------------------- | ------------------------------------- | -------------------- | --------------------------- | ----------------- | ----------------------- | -------- |
| Aziz Acharki       | Pehelysúly  | Stanislas Ogoudjobi (BEN) · 7-0   | Olivier Bernasconi (MON) · 15-1 | Steven López (USA) · 0-2              |                      | Tuncay Caliskan (AUT) · 7-7 | kiesett           |                         | 5.       |
| Faissal Ebnoutalib | Váltósúly   | Mohammed el-Farárdzse (JOR) · 8-2 | Warren Hansen (AUS) · 2-1       | N'Guessan Sebastien Konan (CIV) · 4-3 |                      |                             |                   | Ángel Matos (CUB) · 1-3 |          |

Női
| Versenyző          | Versenyszám | Selejtező              | Negyeddöntő       | Elődöntő          | Vigaszág negyeddöntő | Vigaszág elődöntő | Bronz- mérkőzés   | Döntő             | Helyezés |
| Versenyző          | Versenyszám | Ellenfél Eredmény      | Ellenfél Eredmény | Ellenfél Eredmény | Ellenfél Eredmény    | Ellenfél Eredmény | Ellenfél Eredmény | Ellenfél Eredmény | Helyezés |
| ------------------ | ----------- | ---------------------- | ----------------- | ----------------- | -------------------- | ----------------- | ----------------- | ----------------- | -------- |
| Fadime Helvacioglu | Légsúly     | Chi Shu-Ju (TPE) · 0-1 | kiesett           | kiesett           |                      |                   |                   |                   | 10.      |

## Tenisz
Férfi
| Versenyző                 | Versenyszám | 64-es főtábla                       | 32-es főtábla                                           | Nyolcaddöntő                                          | Negyeddöntő                                                | Elődöntő                       | Bronz- mérkőzés   | Döntő                                                 | Helyezés |
| Versenyző                 | Versenyszám | Ellenfél Eredmény                   | Ellenfél Eredmény                                       | Ellenfél Eredmény                                     | Ellenfél Eredmény                                          | Ellenfél Eredmény              | Ellenfél Eredmény | Ellenfél Eredmény                                     | Helyezés |
| ------------------------- | ----------- | ----------------------------------- | ------------------------------------------------------- | ----------------------------------------------------- | ---------------------------------------------------------- | ------------------------------ | ----------------- | ----------------------------------------------------- | -------- |
| Tommy Haas                | Egyes       | Wayne Ferreira (RSA) · 7–5, 6–2     | Andreas Vinciguerra (SWE) · 4–6, 6–4, 6–2               | Àlex Corretja (ESP) · 7–6, 6–3                        | Makszim Mirni (BLR) · 4–6, 7–5, 6–3                        | Roger Federer (SUI) · 6–3, 6–2 |                   | Jevgenyij Kafelnyikov (RUS) · 6–7, 6–3, 2–6, 6–4, 3–6 |          |
| Rainer Schüttler          | Egyes       | Todd Martin (USA) · 6–2, 6–0        | Gustavo Kuerten (BRA) · 6–4, 6–4                        | kiesett                                               | kiesett                                                    | kiesett                        | kiesett           | kiesett                                               | 17.      |
| David Prinosil            | Egyes       | Roger Federer (SUI) · 2–6, 2–6      | kiesett                                                 | kiesett                                               | kiesett                                                    | kiesett                        | kiesett           | kiesett                                               | 33.      |
| Nicolas Kiefer            | Egyes       | Arnaud Di Pasquale (FRA) · 4–6, 3–6 | kiesett                                                 | kiesett                                               | kiesett                                                    | kiesett                        | kiesett           | kiesett                                               | 33.      |
| Tommy Haas David Prinosil | Páros       |                                     | Zimbabwe (ZIM) · Wayne Black · Kevin Ullyett · 6–1, 6–4 | Dél-Korea (KOR) · I Hjongthek · Jun Jongil · 6–4, 7–5 | Kanada (CAN) · Sébastien Lareau · Daniel Nestor · 0–6, 4–6 | kiesett                        | kiesett           | kiesett                                               | 5.       |

Női
| Versenyző    | Versenyszám | 64-es főtábla                     | 32-es főtábla                         | Nyolcaddöntő                    | Negyeddöntő       | Elődöntő          | Bronz- mérkőzés   | Döntő             | Helyezés |
| Versenyző    | Versenyszám | Ellenfél Eredmény                 | Ellenfél Eredmény                     | Ellenfél Eredmény               | Ellenfél Eredmény | Ellenfél Eredmény | Ellenfél Eredmény | Ellenfél Eredmény | Helyezés |
| ------------ | ----------- | --------------------------------- | ------------------------------------- | ------------------------------- | ----------------- | ----------------- | ----------------- | ----------------- | -------- |
| Jana Kandarr | Egyes       | Jelena Lihovceva (RUS) · 6–4, 6–4 | Emmanuelle Gagliardi (SUI) · 7–5, 6–4 | Venus Williams (USA) · 2–6, 2–6 | kiesett           | kiesett           | kiesett           | kiesett           | 9.       |

## Tollaslabda
| Versenyző                       | Versenyszám  | Selejtező                               | 32-es főtábla                                                        | Nyolcaddöntő                                                             | Negyeddöntő       | Elődöntő          | Döntő             | Helyezés |
| Versenyző                       | Versenyszám  | Ellenfél Eredmény                       | Ellenfél Eredmény                                                    | Ellenfél Eredmény                                                        | Ellenfél Eredmény | Ellenfél Eredmény | Ellenfél Eredmény | Helyezés |
| ------------------------------- | ------------ | --------------------------------------- | -------------------------------------------------------------------- | ------------------------------------------------------------------------ | ----------------- | ----------------- | ----------------- | -------- |
| Björn Siegemund Michael Helber  | Férfi páros  |                                         | Svédország (SWE) · Pär-Gunnar Jönsson · Peter Axelsson · 7–15, 15–17 | kiesett                                                                  | kiesett           | kiesett           | kiesett           | 17.      |
| Nicole Grether                  | Női egyes    | Katarzyna Krasowska (POL) · 13–12, 11–2 | Rhonda Cator (AUS) · 11–3, 11–3                                      | Kim Dzsihjon (KOR) · 0–11, 3–11                                          | kiesett           | kiesett           | kiesett           | 9.       |
| Karen Stechmann Nicole Grether  | Női páros    |                                         | Dánia (DEN) · Ann Jørgensen · Majken Vange · 15–13, 15–6             | Hollandia (NED) · Lotte Bruil-Jonathans · Nicole van Hooren · 7–15, 4–15 | kiesett           | kiesett           | kiesett           | 9.       |
| Nicol Pitro Michael Keck        | Vegyes páros |                                         | Kanada (CAN) · Milaine Cloutier · Bryan Moody · 15–6, 15–13          | Dánia (DEN) · Mette Schjoldager · Jens Eriksen · 7–15, 6–15              | kiesett           | kiesett           | kiesett           | 9.       |
| Karen Stechmann Björn Siegemund | Vegyes páros |                                         | Kína (CHN) · Kao Ling · Csang Csün · 15–10, 7–15, 10–15              | kiesett                                                                  | kiesett           | kiesett           | kiesett           | 17.      |

## Torna
Férfi
| Versenyző                                                                                        | Versenyszám      | Selejtező | Selejtező | Döntő    | Döntő    |
| Versenyző                                                                                        | Versenyszám      | Pontszám  | Helyezés  | Pontszám | Helyezés |
| ------------------------------------------------------------------------------------------------ | ---------------- | --------- | --------- | -------- | -------- |
| Dimitrij Nonin                                                                                   | Talaj            | 8,900     | 57.       | kiesett  | kiesett  |
| Dimitrij Nonin                                                                                   | Ugrás            | 8,975     | 73.       | kiesett  | kiesett  |
| Dimitrij Nonin                                                                                   | Korlát           | 9,437     | 37.       | kiesett  | kiesett  |
| Dimitrij Nonin                                                                                   | Nyújtó           | 9,687     | 18.**     | kiesett  | kiesett  |
| Dimitrij Nonin                                                                                   | Gyűrű            | 9,550     | 24.*      | kiesett  | kiesett  |
| Dimitrij Nonin                                                                                   | Lólengés         | 9,500     | 42.*****  | kiesett  | kiesett  |
| Dimitrij Nonin                                                                                   | Egyéni összetett | 56,049    | 29.       | 56,310   | 21.      |
| Andreas Wecker                                                                                   | Talaj            | 8,962     | 54.*      | kiesett  | kiesett  |
| Andreas Wecker                                                                                   | Ugrás            | 8,912     | 75.       | kiesett  | kiesett  |
| Andreas Wecker                                                                                   | Korlát           | 9,550     | 24.*      | kiesett  | kiesett  |
| Andreas Wecker                                                                                   | Nyújtó           | 9,662     | 21.***    | kiesett  | kiesett  |
| Andreas Wecker                                                                                   | Gyűrű            | 9,250     | 58.       | kiesett  | kiesett  |
| Andreas Wecker                                                                                   | Lólengés         | 9,675     | 19.***    | kiesett  | kiesett  |
| Andreas Wecker                                                                                   | Egyéni összetett | 56,011    | 30.       | kiesett  | kiesett  |
| Jan-Peter Nikiferow                                                                              | Talaj            | 8,962     | 54.*      | kiesett  | kiesett  |
| Jan-Peter Nikiferow                                                                              | Ugrás            | 9,625     | 20.       | kiesett  | kiesett  |
| Jan-Peter Nikiferow                                                                              | Korlát           | 8,975     | 63.*      | kiesett  | kiesett  |
| Jan-Peter Nikiferow                                                                              | Nyújtó           | 9,325     | 55.       | kiesett  | kiesett  |
| Jan-Peter Nikiferow                                                                              | Lólengés         | 9,700     | 15.*      | kiesett  | kiesett  |
| Jan-Peter Nikiferow                                                                              | Egyéni összetett | 46,587    | 60.       | kiesett  | kiesett  |
| Sergej Pfeifer                                                                                   | Talaj            | 9,137     | 45.**     | kiesett  | kiesett  |
| Sergej Pfeifer                                                                                   | Korlát           | 9,600     | 17.*      | kiesett  | kiesett  |
| Sergej Pfeifer                                                                                   | Nyújtó           | 9,012     | 71.       | kiesett  | kiesett  |
| Sergej Pfeifer                                                                                   | Gyűrű            | 9,600     | 14.***    | kiesett  | kiesett  |
| Sergej Pfeifer                                                                                   | Lólengés         | 9,200     | 59.       | kiesett  | kiesett  |
| Sergej Pfeifer                                                                                   | Egyéni összetett | 46,549    | 61.       | kiesett  | kiesett  |
| Marius Tobă                                                                                      | Ugrás            | 9,187     | 61.*      | kiesett  | kiesett  |
| Marius Tobă                                                                                      | Korlát           | 9,075     | 59.*      | kiesett  | kiesett  |
| Marius Tobă                                                                                      | Gyűrű            | 9,700     | 4.        | 9,675    | 6.       |
| Marius Tobă                                                                                      | Lólengés         | 9,375     | 53.       | kiesett  | kiesett  |
| Marius Tobă                                                                                      | Egyéni összetett | 37,337    | 74.       | kiesett  | kiesett  |
| Rene Tschernitschek                                                                              | Talaj            | 9,037     | 49.       | kiesett  | kiesett  |
| Rene Tschernitschek                                                                              | Ugrás            | 9,212     | 58.**     | kiesett  | kiesett  |
| Rene Tschernitschek                                                                              | Nyújtó           | 9,387     | 54.       | kiesett  | kiesett  |
| Rene Tschernitschek                                                                              | Gyűrű            | 9,362     | 50.       | kiesett  | kiesett  |
| Rene Tschernitschek                                                                              | Egyéni összetett | 36,998    | 77.       | kiesett  | kiesett  |
| Dimitrij Nonin Andreas Wecker Jan-Peter Nikiferow Sergej Pfeifer Marius Tobă Rene Tschernitschek | Csapat összetett | 225,282   | 10.       | kiesett  | kiesett  |

* - egy másik versenyzővel azonos eredményt ért el

** - két másik versenyzővel azonos eredményt ért el

*** - három másik versenyzővel azonos eredményt ért el

***** - öt másik versenyzővel azonos eredményt ért el

### Ritmikus gimnasztika
| Versenyző       | Versenyszám | Selejtező | Selejtező | Selejtező | Selejtező | Selejtező | Selejtező | Selejtező | Selejtező | Selejtező | Selejtező | Döntő   | Döntő   | Döntő   | Döntő   | Döntő   | Döntő   | Döntő   | Döntő   | Döntő    | Döntő    |
| Versenyző       | Versenyszám | Kötél     | Kötél     | Karika    | Karika    | Labda     | Labda     | Szalag    | Szalag    | Összesen  | Összesen  | Kötél   | Kötél   | Karika  | Karika  | Labda   | Labda   | Szalag  | Szalag  | Összesen | Összesen |
| Versenyző       | Versenyszám | Pont      | Hely.     | Pont      | Hely.     | Pont      | Hely.     | Pont      | Hely.     | Pont      | Hely.     | Pont    | Hely.   | Pont    | Hely.   | Pont    | Hely.   | Pont    | Hely.   | Pont     | Hely.    |
| --------------- | ----------- | --------- | --------- | --------- | --------- | --------- | --------- | --------- | --------- | --------- | --------- | ------- | ------- | ------- | ------- | ------- | ------- | ------- | ------- | -------- | -------- |
| Edita Schaufler | Egyéni      | 9,775     | 6.        | 9,783     | 6.        | 9,366     | 22.       | 9,783     | 7.        | 38,707    | 12.       | kiesett | kiesett | kiesett | kiesett | kiesett | kiesett | kiesett | kiesett | kiesett  | kiesett  |
| Lena Asmus      | Egyéni      | 9,429     | 22.       | 9,616     | 15.       | 9,641     | 15.       | 9,625     | 14.*      | 38,311    | 17.       | kiesett | kiesett | kiesett | kiesett | kiesett | kiesett | kiesett | kiesett | kiesett  | kiesett  |

| Versenyző                                                                                    | Versenyszám | Selejtező  | Selejtező  | Selejtező            | Selejtező            | Selejtező | Selejtező | Döntő      | Döntő      | Döntő                | Döntő                | Döntő    | Döntő    |
| Versenyző                                                                                    | Versenyszám | 5 buzogány | 5 buzogány | 3 szalag és 2 karika | 3 szalag és 2 karika | Összesen  | Összesen  | 5 buzogány | 5 buzogány | 3 szalag és 2 karika | 3 szalag és 2 karika | Összesen | Összesen |
| Versenyző                                                                                    | Versenyszám | Pont       | Hely.      | Pont                 | Hely.                | Pont      | Hely.     | Pont       | Hely.      | Pont                 | Hely.                | Pont     | Hely.    |
| -------------------------------------------------------------------------------------------- | ----------- | ---------- | ---------- | -------------------- | -------------------- | --------- | --------- | ---------- | ---------- | -------------------- | -------------------- | -------- | -------- |
| Friederike Arlt Susan Benicke Jeanine Fissler Selma Neuhaus Jessica Schumacher Annika Seibel | Csapat      | 19,416     | 5.         | 19,183               | 6.                   | 38,599    | 5.        | 19,533     | 4.         | 19,366               | 4.                   | 38,899   | 4.       |

* - egy másik versenyzővel azonos eredményt ért el

### Trambulin
| Versenyző      | Versenyszám | Selejtező | Selejtező | Döntő    | Döntő    |
| Versenyző      | Versenyszám | Pontszám  | Helyezés  | Pontszám | Helyezés |
| -------------- | ----------- | --------- | --------- | -------- | -------- |
| Michael Serth  | Férfi       | 65,6      | 9.        | kiesett  | kiesett  |
| Anna Dogonadze | Női         | 65,2      | 1.        | 5,0      | 8.       |

## Triatlon
| Versenyző        | Versenyszám | 1,5 km úszás | Depózás 1 | 40 km kerékpározás | Depózás 2 | 10 km futás | Összesítés | Összesítés |
| Versenyző        | Versenyszám | Idő          | Idő       | Idő                | Idő       | Idő         | Idő        | Helyezés   |
| ---------------- | ----------- | ------------ | --------- | ------------------ | --------- | ----------- | ---------- | ---------- |
| Stephan Vuckovic | Férfi       | 18:14,19     | 21,40     | 58:33,90           | 18,20     | 31:09,89    | 1:48:37,58 |            |
| Andreas Raelert  | Férfi       | 17:50,49     | 22,80     | 58:53,50           | 16,30     | 32:08,19    | 1:49:31,28 | 12.        |
| Anja Dittmer     | Női         | 20:02,48     | 27,70     | 1:06:36,60         | 21,70     | 37:08,40    | 2:04:36,88 | 18.        |
| Joelle Franzmann | Női         | 19:12,18     | 29,30     | 1:05:13,30         | 22,30     | 40:09,88    | 2:05:26,96 | 21.        |

## Úszás
Férfi
| Versenyző                                                                             | Versenyszám            | Előfutam | Előfutam | Előfutam | Elődöntő | Elődöntő | Elődöntő | Döntő    | Döntő    |
| Versenyző                                                                             | Versenyszám            | Idő      | Hely.    | Össz.    | Idő      | Hely.    | Össz.    | Idő      | Helyezés |
| ------------------------------------------------------------------------------------- | ---------------------- | -------- | -------- | -------- | -------- | -------- | -------- | -------- | -------- |
| Stephan Kunzelmann                                                                    | 50 m gyors             | 23,08    | 3.       | 28.      | kiesett  | kiesett  | kiesett  | kiesett  | kiesett  |
| Christian Tröger                                                                      | 100 m gyors            | 49,76    | 4.       | 13.*     | 49,80    | 8.       | 14.      | kiesett  | kiesett  |
| Torsten Spanneberg                                                                    | 100 m gyors            | 50,56    | 3.       | 25.      | kiesett  | kiesett  | kiesett  | kiesett  | kiesett  |
| Stefan Herbst                                                                         | 200 m gyors            | 1:49,84  | 5.       | 12.      | 1:49,72  | 5.       | 13.      | kiesett  | kiesett  |
| Stefan Pohl                                                                           | 200 m gyors            | 1:50,07  | 4.       | 14.      | 1:50,56  | 8.       | 16.      | kiesett  | kiesett  |
| Heiko Hell                                                                            | 400 m gyors            | 3:50,80  | 4.       | 9.       |          |          |          | kiesett  | kiesett  |
| Heiko Hell                                                                            | 1500 m gyors           | 15:11,91 | 3.       | 7.       |          |          |          | 15:19,87 | 8.       |
| Torsten Spanneberg Christian Tröger Stephan Kunzelmann Stefan Herbst Lars Conrad      | 4 × 100 m gyorsváltó   | 3:18,70  | 1.       | 3.       |          |          |          | 3:17,77  | 4.       |
| Stefan Pohl Christian Keller Stefan Herbst Christian Tröger Heiko Hell Michael Kiedel | 4 × 200 m gyorsváltó   | 7:19,95  | 2.       | 4.       |          |          |          | 7:20,19  | 6.       |
| Stev Theloke                                                                          | 100 m hát              | 55,00    | 1.       | 3.       | 54,95    | 2.       | 4.       | 54,82    |          |
| Steffen Driesen                                                                       | 100 m hát              | 55,39    | 2.       | 7.       | 55,41    | 5.       | 8.       | 55,27    | 7.       |
| Ralf Braun                                                                            | 200 m hát              | 2:01,35  | 8.       | 21.      | kiesett  | kiesett  | kiesett  | kiesett  | kiesett  |
| Thomas Rupprath                                                                       | 100 m pillangó         | 53,57    | 4.       | 13.      | 53,18    | 5.       | 7.       | 53,13    | 7.*      |
| Thomas Rupprath                                                                       | 200 m pillangó         | 1:58,32  | 2.       | 11.      | 1:58,96  | 8.       | 15.      | kiesett  | kiesett  |
| Mark Warnecke                                                                         | 100 m mell             | 1:02,85  | 6.       | 20.      | kiesett  | kiesett  | kiesett  | kiesett  | kiesett  |
| Jens Kruppa                                                                           | 100 m mell             | 1:02,09  | 2.       | 9.       | 1:01,92  | 6.       | 11.*     | kiesett  | kiesett  |
| Jens Kruppa                                                                           | 200 m vegyes           | 2:03,08  | 5.       | 14.      | 2:02,55  | 7.       | 12.      | kiesett  | kiesett  |
| Christian Keller                                                                      | 200 m vegyes           | 2:02,09  | 4.       | 6.       | 2:01,23  | 2.       | 3.       | 2:02,02  | 6.       |
| Jirka Letzin                                                                          | 400 m vegyes           | 4:18,63  | 5.       | 9.       |          |          |          | kiesett  | kiesett  |
| Stev Theloke Jens Kruppa Thomas Rupprath Torsten Spanneberg                           | 4 × 100 m vegyes váltó | 3:38,50  | 1.       | 1.       |          |          |          | 3:35,88  |          |

Női
| Versenyző | Versenyszám            | Előfutam | Előfutam | Előfutam | Elődöntő | Elődöntő | Elődöntő | Döntő   | Döntő    |
| Versenyző | Versenyszám            | Idő      | Hely.    | Össz.    | Idő      | Hely.    | Össz.    | Idő     | Helyezés |
| --- | ---------------------- | -------- | -------- | -------- | -------- | -------- | -------- | ------- | -------- |
| Katrin Meißner | 50 m gyors             | 25,64    | 6.       | 10.      | 25,62    | 5.       | 11.      | kiesett | kiesett  |
| Sandra Völker | 50 m gyors             | 25,44    | 2.       | 6.       | 25,22    | 3.       | 5.       | 25,27   | 6.       |
| Sandra Völker | 100 m gyors            | 55,54    | 2.       | 6.       | 55,97    | 8.       | 15.      | kiesett | kiesett  |
| Sandra Völker | 100 m hát              | 1:02,88  | 5.       | 13.      | 1:03,01  | 7.       | 7.       | kiesett | kiesett  |
| Antje Buschschulte | 100 m hát              | 1:02,23  | 2.       | 9.       | 1:01,91  | 5.       | 5.       | kiesett | kiesett  |
| Antje Buschschulte | 200 m hát              | 2:13,42  | 3.       | 8.       | 2:12,64  | 3.       | 6.       | 2:13,31 | 7.       |
| Cathleen Rund | 200 m hát              | 2:13,87  | 3.       | 11.      | 2:13,85  | 7.       | 11.      | kiesett | kiesett  |
| Jana Henke | 800 m gyors            | 8:31,86  | 3.       | 6.       |          |          |          | 8:31,97 | 7.       |
| Hannah Stockbauer | 800 m gyors            | 8:31,74  | 2.       | 5.       |          |          |          | 8:30,11 | 5.       |
| Hannah Stockbauer | 400 m gyors            | 4:10,76  | 2.       | 6.*      |          |          |          | 4:10,38 | 6.       |
| Kerstin Kielgaß | 400 m gyors            | 4:13,10  | 6.       | 15.      |          |          |          | kiesett | kiesett  |
| Kerstin Kielgaß | 200 m gyors            | 2:00,25  | 3.       | 6.       | 1:59,78  | 2.       | 6.       | 1:58,86 | 4.*      |
| Franziska van Almsick                                                                                                 | 200 m gyors            | 2:00,37  | 2.       | 7.       | 2:00,26  | 5.       | 11.      | kiesett | kiesett  |
| Franziska van Almsick                                                                                                 | 200 m pillangó         | 2:15,68  | 8.       | 28.      | kiesett  | kiesett  | kiesett  | kiesett | kiesett  |
| Franziska van Almsick                                                                                                 | 100 m pillangó         | 59,72    | 4.       | 12.*     | kiesett  | kiesett  | kiesett  | kiesett | kiesett  |
| Daniela Samulski | 100 m pillangó         | 1:01,31  | 7.       | 27.      | kiesett  | kiesett  | kiesett  | kiesett | kiesett  |
| Antje Buschschulte Katrin Meißner Franziska van Almsick Kerstin Kielgaß Daniela Samulski Britta Steffen Sandra Völker | 4 × 100 m gyorsváltó   | 3:43,22  | 3.       | 4.       |          |          |          | 3:40,31 | 4.       |
| Franziska van Almsick Antje Buschschulte Sara Harstick Kerstin Kielgaß Meike Freitag Britta Steffen                   | 4 × 200 m gyorsváltó   | 8:06,52  | 4.       | 5.       |          |          |          | 7:58,64 |          |
| Sylvia Gerasch | 100 m mell             | 1:09,31  | 3.       | 8.       | 1:09,33  | 4.       | 8.       | 1:09,86 | 8.       |
| Simone Karn | 100 m mell             | 1:09,94  | 5.       | 14.      | 1:09,85  | 7.       | 14.      | kiesett | kiesett  |
| Anne Poleska | 200 m mell             | 2:29,15  | 4.       | 15.      | 2:28,99  | 7.       | 12.      | kiesett | kiesett  |
| Ina Hüging | 200 m mell             | 2:30,00  | 5.       | 18.      | kiesett  | kiesett  | kiesett  | kiesett | kiesett  |
| Nicole Hetzer | 200 m vegyes           | 2:16,98  | 4.       | 15.      | 2:18,08  | 8.       | 16.      | kiesett | kiesett  |
| Nicole Hetzer | 400 m vegyes           | 4:43,23  | 2.       | 7.       |          |          |          | 4:43,56 | 5.       |
| Sabine Herbst-Klenz                                                                                                   | 400 m vegyes           | 4:47,79  | 5.       | 16.      |          |          |          | kiesett | kiesett  |
| Sabine Herbst-Klenz                                                                                                   | 200 m vegyes           | 2:17,18  | 6.       | 16.      | 2:17,51  | 8.       | 15.      | kiesett | kiesett  |
| Antje Buschschulte Sylvia Gerasch Franziska van Almsick Katrin Meißner                                                | 4 × 100 m vegyes váltó | 4:06,02  | 1.       | 3.       |          |          |          | 4:04,33 | 4.       |

* - egy másik versenyzővel azonos eredményt ért el

## Vitorlázás
Férfi
| Versenyző                   | Versenyszám     | Futam | Futam | Futam  | Futam  | Futam | Futam | Futam | Futam | Futam | Futam | Futam | Pontszám | Helyezés |
| Versenyző                   | Versenyszám     | 1     | 2     | 3      | 4      | 5     | 6     | 7     | 8     | 9     | 10    | 11    | Pontszám | Helyezés |
| --------------------------- | --------------- | ----- | ----- | ------ | ------ | ----- | ----- | ----- | ----- | ----- | ----- | ----- | -------- | -------- |
| Alexander Baronjan          | Szörfvitorlázás | 13    | 5     | 6      | 5      | 10    | 11    | 9     | (37*) | 17    | 8     | (18)  | 84,0     | 9.       |
| Michael Fellmann            | Finn dingi      | 18    | (23)  | 20     | 5      | (24)  | 18    | 20    | 18    | 19    | 15    | 12    | 145,0    | 21.      |
| Stefan Meister Frank Thieme | 470-es osztály  | 20,0  | 18,0  | (24,0) | (26,0) | 24,0  | 15,0  | 7,0   | 13,0  | 4,0   | 24,0  | 5,0   | 130,0    | 17.      |

Női
| Versenyző                  | Versenyszám     | Futam | Futam | Futam | Futam | Futam | Futam | Futam  | Futam  | Futam | Futam | Futam  | Pontszám | Helyezés |
| Versenyző                  | Versenyszám     | 1     | 2     | 3     | 4     | 5     | 6     | 7      | 8      | 9     | 10    | 11     | Pontszám | Helyezés |
| -------------------------- | --------------- | ----- | ----- | ----- | ----- | ----- | ----- | ------ | ------ | ----- | ----- | ------ | -------- | -------- |
| Amelie Lux                 | Szörfvitorlázás | 1     | 2     | 1     | 1     | (4)   | 2     | 2      | (3)    | 2     | 2     | 2      | 15,0     |          |
| Petra Niemann              | Europe          | 13    | 6     | 18    | 3     | 9     | 15    | (28**) | (28**) | 5     | 9     | 9      | 87,0     | 13.      |
| Nicola Birkner Wibke Bülle | 470-es osztály  | 8,0   | 2,0   | 4,0   | 6,0   | 12,0  | 4,0   | (20,0) | 13,0   | 1,0   | 4,0   | (15,0) | 54,0     | 5.       |

Nyílt
| Versenyző                         | Versenyszám        | Futam | Futam | Futam | Futam | Futam | Futam | Futam | Futam | Futam | Futam  | Futam  | Futam | Futam | Futam | Futam | Futam | Pontszám | Helyezés |
| Versenyző                         | Versenyszám        | 1     | 2     | 3     | 4     | 5     | 6     | 7     | 8     | 9     | 10     | 11     | 12    | 13    | 14    | 15    | 16    | Pontszám | Helyezés |
| --------------------------------- | ------------------ | ----- | ----- | ----- | ----- | ----- | ----- | ----- | ----- | ----- | ------ | ------ | ----- | ----- | ----- | ----- | ----- | -------- | -------- |
| Marcus Baur Philip Barth          | Könnyű 49-es dingi | 5     | 1     | 4     | 3     | (11)  | (12)  | (11)  | 5     | 6     | 9      | 6      | 6     | 10    | 3     | 6     | 6     | 81,0     | 5.       |
| Roland Gäbler René Schwall        | Tornádó            | (10)  | 4     | 8     | 5     | 3     | (11)  | 7     | 2     | 1     | 1      | 7      |       |       |       |       |       | 38,0     |          |
| Marc Aurel Pickel Thomas Auracher | Csillaghajó        | 11,0  | 6,0   | 2,0   | 13,0  | 10,0  | 8,0   | 11,0  | 13,0  | 8,0   | (15,0) | (17,0) |       |       |       |       |       | 82,0     | 12.      |

| Versenyző                                  | Versenyszám | Futam | Futam | Futam | Futam | Futam | Futam | Futam | Futam | 1. forduló | 1. forduló | 2. forduló | 2. forduló | Negyeddöntő | Negyeddöntő | Elődöntő              | Elődöntő | Döntő             | Helyezés |
| Versenyző                                  | Versenyszám | 1     | 2     | 3     | 4     | 5     | 6     | Pont  | Hely. | Gy–V       | Hely.      | Gy–V       | Hely.      | Gy–V        | Hely.       | Gy–V                  | Hely.    | Gy–V              | Helyezés |
| ------------------------------------------ | ----------- | ----- | ----- | ----- | ----- | ----- | ----- | ----- | ----- | ---------- | ---------- | ---------- | ---------- | ----------- | ----------- | --------------------- | -------- | ----------------- | -------- |
| Jochen Schümann Gunnar Bahr Ingo Borkowski | Soling      | (14)  | 10    | 3     | 7     | 10    | 11    | 41    | 10.   | 4–1        | 1.         | 3–2        | 2.         | 4–1         | 2.          | Hollandia (NED) · 3–1 | 1.       | Dánia (DEN) · 3–4 |          |

* - nem ért célba

** - kizárták (korai rajt)

## Vívás
Férfi
| Versenyző                                                            | Versenyszám       | Selejtező         | 32-es főtábla                    | Nyolcaddöntő                  | Negyeddöntő                                                                                        | Elődöntő                                                                                      | Bronz- mérkőzés                                                                                        | Döntő                    | Helyezés |
| Versenyző                                                            | Versenyszám       | Ellenfél Eredmény | Ellenfél Eredmény                | Ellenfél Eredmény             | Ellenfél Eredmény                                                                                  | Ellenfél Eredmény                                                                             | Ellenfél Eredmény                                                                                      | Ellenfél Eredmény        | Helyezés |
| -------------------------------------------------------------------- | ----------------- | ----------------- | -------------------------------- | ----------------------------- | -------------------------------------------------------------------------------------------------- | --------------------------------------------------------------------------------------------- | --- | ------------------------ | -------- |
| Ralf Bißdorf                                                         | Tőr, egyéni       | erőnyerő          | Olekszij Kruhljak (UKR) · 15-7   | João Gomes (POR) · 15-11      | Marsi Márk (HUN) · 15-13                                                                           | Jean-Noël Ferrari (FRA) · 15-7                                                                | | Kim Jongho (KOR) · 14-15 |          |
| Richard Breutner                                                     | Tőr, egyéni       | erőnyerő          | Andrej Gyejev (RUS) · 15-10      | Sławomir Mocek (POL) · 15-9   | Jean-Noël Ferrari (FRA) · 9-15                                                                     | kiesett                                                                                       | kiesett                                                                                                | kiesett                  | 7.       |
| Wolfgang Wienand                                                     | Tőr, egyéni       | erőnyerő          | Marsi Márk (HUN) · 8-15          | kiesett                       | kiesett                                                                                            | kiesett                                                                                       | kiesett                                                                                                | kiesett                  | 18.      |
| Arnd Schmitt                                                         | Párbajtőr, egyéni | erőnyerő          | Tamir Bloom (USA) · 15-12        | Marcel Fischer (SUI) · 10-15  | kiesett                                                                                            | kiesett                                                                                       | kiesett                                                                                                | kiesett                  | 9.       |
| Jörg Fiedler                                                         | Párbajtőr, egyéni | erőnyerő          | Olekszandr Horbacsuk (UKR) · 8-9 | kiesett                       | kiesett                                                                                            | kiesett                                                                                       | kiesett                                                                                                | kiesett                  | 18.      |
| Marc-Konstantin Steifensand                                          | Párbajtőr, egyéni | erőnyerő          | I Szanggi (KOR) · 8-15           | kiesett                       | kiesett                                                                                            | kiesett                                                                                       | kiesett                                                                                                | kiesett                  | 22.      |
| Wiradech Kothny                                                      | Kard, egyéni      | erőnyerő          | Eero Lehmann (GER) · 15-8        | Szergej Sarikov (RUS) · 15-14 | Alekszej Froszin (RUS) · 15-12                                                                     | Mihai Covaliu (ROU) · 12-15                                                                   | Ferjancsik Domonkos (HUN) · 15-11                                                                      |                          |          |
| Dennis Bauer                                                         | Kard, egyéni      | erőnyerő          | Jorge Pina (ESP) · 15-14         | Damien Touya (FRA) · 12-15    | kiesett                                                                                            | kiesett                                                                                       | kiesett                                                                                                | kiesett                  | 14.      |
| Eero Lehmann                                                         | Kard, egyéni      | erőnyerő          | Wiradech Kothny (GER) · 8-15     | kiesett                       | kiesett                                                                                            | kiesett                                                                                       | kiesett                                                                                                | kiesett                  | 23.      |
| Wolfgang Wienand Ralf Bißdorf Richard Breutner David Hausmann        | Tőr, csapat       |                   |                                  |                               | Lengyelország (POL) · Sławomir Mocek · Ryszard Sobczak · Adam Krzesiński · 37-45                   | Az 5–8. helyért · Kuba (CUB) · Elvis Gregory · Oscar García Pérez · Rolando Tucker · 45-44    | Az 5. helyért · Ukrajna (UKR) · Olekszij Kruhljak · Szerhij Holubickij · Olekszij Brizhalov · 43-45    |                          | 6.       |
| Jörg Fiedler Arnd Schmitt Marc-Konstantin Steifensand Daniel Strigel | Párbajtőr, csapat |                   |                                  | erőnyerő                      | Kuba (CUB) · Carlos Pedroso · Iván Trevejo · Nelson Loyola · 44-45                                 | Az 5–8. helyért · Magyarország (HUN) · Fekete Attila · Marsi Márk · Kovács Iván · 45-39       | Az 5. helyért · Fehéroroszország (BLR) · Vital Zaharav · Andrej Muraska · Uladzimir Pcsenyikin · 45-37 |                          | 5.       |
| Dennis Bauer Alexander Weber Wiradech Kothny                         | Kard, csapat      |                   |                                  | erőnyerő                      | Olaszország (ITA) · Luigi Tarantino · Raffaelo Caserta · Tonhi Terenzi · Gianpiero Pastore · 45-42 | Franciaország (FRA) · Mathieu Gourdain · Damien Touya · Julien Pillet · Cédric Séguin · 44-45 | Románia (ROU) · Mihai Covaliu · Florin Lupeică · Victor Gaureanu · 45-27                               |                          |          |

Női
| Versenyző                                 | Versenyszám       | Selejtező                  | 32-es főtábla                              | Nyolcaddöntő                 | Negyeddöntő                                                                                           | Elődöntő | Bronz- mérkőzés | Döntő                          | Helyezés |
| Versenyző                                 | Versenyszám       | Ellenfél Eredmény          | Ellenfél Eredmény                          | Ellenfél Eredmény            | Ellenfél Eredmény                                                                                     | Ellenfél Eredmény                                                                                                 | Ellenfél Eredmény | Ellenfél Eredmény              | Helyezés |
| ----------------------------------------- | ----------------- | -------------------------- | ------------------------------------------ | ---------------------------- | --- | --- | --- | ------------------------------ | -------- |
| Rita König                                | Tőr, egyéni       | erőnyerő                   | Felicia Zimmermann (USA) · 15-8            | Sabine Bau (GER) · 15-11     | Mohamed Aida (HUN) · 15-8                                                                             | Giovanna Trillini (ITA) · 10-15                                                                                   | | Valentina Vezzali (ITA) · 5-15 |          |
| Sabine Bau                                | Tőr, egyéni       | erőnyerő                   | Olena Kolcova (UKR) · 15-6                 | Rita König (GER) · 11-15     | kiesett                                                                                               | kiesett | kiesett | kiesett                        | 9.       |
| Monika Weber-Koszto                       | Tőr, egyéni       | erőnyerő                   | Lantos Gabriella (HUN) · 15-6              | Mohamed Aida (HUN) · 10-15   | kiesett                                                                                               | kiesett | kiesett | kiesett                        | 10.      |
| Claudia Bokel                             | Párbajtőr, egyéni | erőnyerő                   | Ragnhild Andenæs (NOR) · 15-10             | Imke Duplitzer (GER) · 15-14 | Nagy Tímea (HUN) · 8-15                                                                               | kiesett | kiesett | kiesett                        | 8.       |
| Imke Duplitzer                            | Párbajtőr, egyéni | erőnyerő                   | Li Na (CHN) · 15-12                        | Claudia Bokel (GER) · 14-15  | kiesett                                                                                               | kiesett | kiesett | kiesett                        | 10.      |
| Katja Nass                                | Párbajtőr, egyéni | Anisa Petrova (UZB) · 15-8 | Valérie Barlois-Mevel-Leroux (FRA) · 12-15 | kiesett                      | kiesett                                                                                               | kiesett | kiesett | kiesett                        | 29.      |
| Sabine Bau Rita König Monika Weber-Koszto | Tőr, csapat       |                            |                                            | erőnyerő                     | Oroszország (RUS) · Szvetlana Bojko · Jekatyerina Juseva · Olga Sarkova-Szidorova · 38-35             | Lengyelország (POL) · Sylwia Gruchała · Magdalena Mroczkiewicz · Anna Rybicka · Barbara Wolnicka-Szewczyk · 34-45 | Egyesült Államok (USA) · Ann Marsh · Iris Zimmermann · Felicia Zimmermann · 45-42                                                              |                                |          |
| Katja Nass Imke Duplitzer Claudia Bokel   | Párbajtőr, csapat |                            |                                            |                              | Oroszország (RUS) · Karina Aznavurjan · Tatyjana Logunova · Marija Mazina · Okszana Jermakova · 43-45 | Az 5–8. helyért · Norvégia (NOR) · Margrete Mørch · Ragnhild Andenæs · Silvia Lesoil · 45-39                      | Az 5. helyért · Franciaország (FRA) · Valérie Barlois-Mevel-Leroux · Laura Flessel-Colovic · Sangita Tripathi · Sophie Moressée-Pichot · 33-45 |                                | 6.       |